# Kanye West

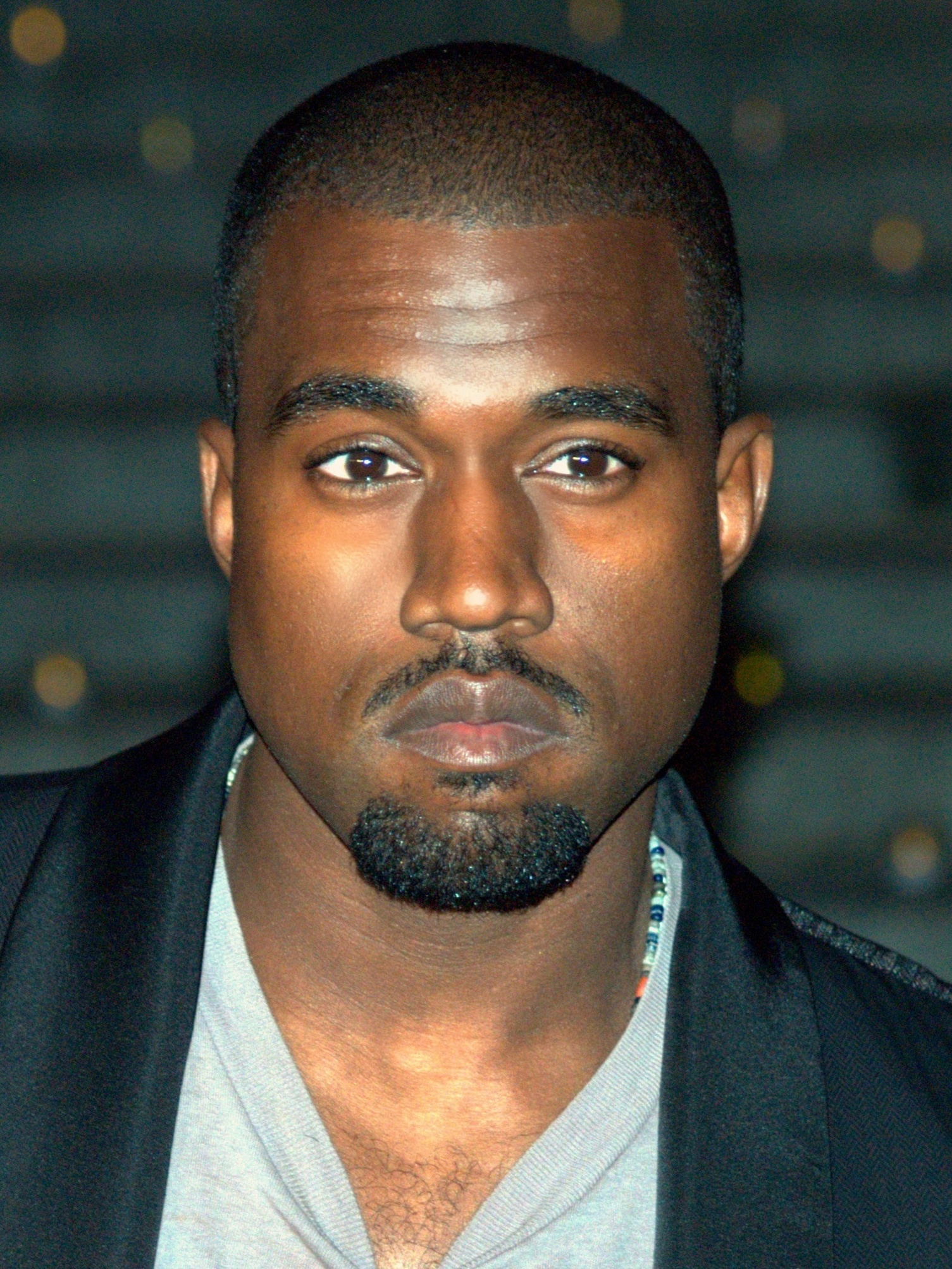
Kanye West 2009 auf dem Tribeca Film Festival

Kanye Omari West [ˈkɑːnjeɪ], bürgerlich Ye [jeɪ] (* 8. Juni 1977 in Atlanta, Georgia), ist ein US-amerikanischer Rapper, Sänger, Musikproduzent und Modedesigner.
Seine Karriere begann als Produzent für Hip-Hop-Künstler in Chicago und später in New York City mit Musikproduktionen für den Rapper Jay-Z, an dessen erfolgreichem Album The Blueprint er maßgeblich mitwirkte. Auch mit dem Sänger John Legend sowie dem Rapper Common, beide bei seinem Plattenlabel GOOD Music unter Vertrag stehend, arbeitete West eng zusammen. Seit Ende 2003 veröffentlicht er eigene Singles und Alben, auf denen er meist als Rapper und Produzent in Erscheinung tritt.
Kanye West gilt als einer der prägenden Musiker der Hip-Hop- und Popmusik des 21. Jahrhunderts. Beeinflusst von einer Vielzahl von Musikgenres, war er maßgeblich an der kommerziellen Abkehr des Hip-Hop vom Gangsta-Rap hin zu emotionaleren, oft auch gesungenen Inhalten beteiligt. Mit allein in den USA über 192,5 Millionen verkauften Tonträgern und Downloads gehört er zu den weltweit erfolgreichsten Musikern. Die Time zählte ihn 2005 und 2015 zu den 100 einflussreichsten Menschen der Welt. Sein Vermögen wurde 2020 von Bloomberg auf über drei Milliarden US-Dollar und von Forbes auf 1,8 Milliarden US-Dollar geschätzt.
Neben der Musik ist West bekannt für publikumswirksame kontroverse Aussagen und Auftritte. Immer wieder äußerte West sich rassistisch und antisemitisch. Wiederholt äußerte er sich positiv zum Nationalsozialismus und zu Adolf Hitler.

## Leben und Karriere

### Frühe Jahre, Karrierebeginn und Unfall
Kanye Omari West wurde als Sohn afroamerikanischer Eltern in Atlanta im US-Bundesstaat Georgia geboren, wo seine Mutter Donda West (geb. Williams) als Professorin für Anglistik an der Clark Atlanta University unterrichtete. Nachdem sie sich von ihrem Mann Ray, einem ehemaligen Black Panther, getrennt hatte und nach Chicago gezogen war, wurde sie Vorsitzende des Anglistik-Fachbereichs an der Chicago State University. In Chicago wuchs Kanye West bei seiner alleinerziehenden Mutter auf. Durch seine gutbürgerliche Herkunft unterscheidet West sich von vielen anderen Rappern. Er selbst beschrieb dies später lapidar: „Während andere auf der Straße abhingen, war ich in der Mall shoppen.“ Im Alter von 10 Jahren zog er für ein Jahr nach Nanjing, China, wo seine Mutter Englischlehrerin an der Universität wurde. In der dritten Klasse begann West zu rappen. Beeinflusst wurde er vor allem von Run-D.M.C. und Public Enemy, später von The Pharcyde und dem Wu-Tang Clan. Ab der siebten Klasse betätigte er sich zudem als Musikproduzent. Mit vierzehn Jahren lernte er den Chicagoer Produzenten No I.D. kennen, der damals mit dem Rapper Common zusammenarbeitete. No I.D. stellte für ihn einen frühen Mentor dar.
Nach seinem High-School-Abschluss im Jahr 1995 besuchte West die American Academy of Art und die Chicago State University; auf Drängen seiner Mutter sollte er mindestens einen Abschluss machen, während West stattdessen eine Musikkarriere anstrebte. Das US-amerikanische Schulsystem kritisierte er später öffentlich und machte es auf seinem Debütalbum zu einem Bestandteil seiner Raptexte. Sein erstes Geld als Produzent verdiente West 1996 mit der Arbeit an dem Album Down to Earth des Chicagoer Rappers Grav; auf dem darauf enthaltenen Stück Line for Line rappte er bereits selbst. Im selben Jahr brach er seine College-Ausbildung ab, um sich hauptberuflich der Musik zu widmen.
Wests Karriere in der Musikindustrie begann Ende der 1990er Jahre; unter anderem produzierte er Stücke für kommerziell erfolgreiche Alben der Rapper Jermaine Dupri und Foxy Brown. Durch seinen Kontakt zu Beanie Sigel lernte er Jay-Z kennen, mit dem West seitdem regelmäßig zusammenarbeitet. Erste Bekanntheit erlangte der Musiker 2001 durch seine Arbeit an mehreren Songs auf Jay-Zs Album The Blueprint, darunter die Top-Ten-Single Izzo (H.O.V.A.). The Blueprint stand drei Wochen auf Platz eins der US-Charts; Kritiker lobten vor allem die vom klassischen Soul beeinflusste Produktion. West plante im Folgenden, ein Soloalbum zu veröffentlichen. Ein angestrebter Plattenvertrag mit Capitol Records kam aber nicht zustande, da West mehr als Produzent denn als Rapper angesehen wurde; sein kommerzieller Erfolg wurde folglich als gering eingeschätzt. Kurz darauf nahm ihn der damalige CEO Damon Dash bei Roc-A-Fella Records unter Vertrag.
Im Oktober 2002 erlitt West bei einem Autounfall eine dreifache Kieferfraktur. West meinte später, dass dieses Erlebnis sein Leben verändert habe. Bereits drei Wochen nach dem Unfall nahm er das Stück Through the Wire auf, in dem er, noch mit einem verdrahteten Kiefer rappend, den Vorfall verarbeitete.

### The College DropoutundLate Registration(2003–2006)

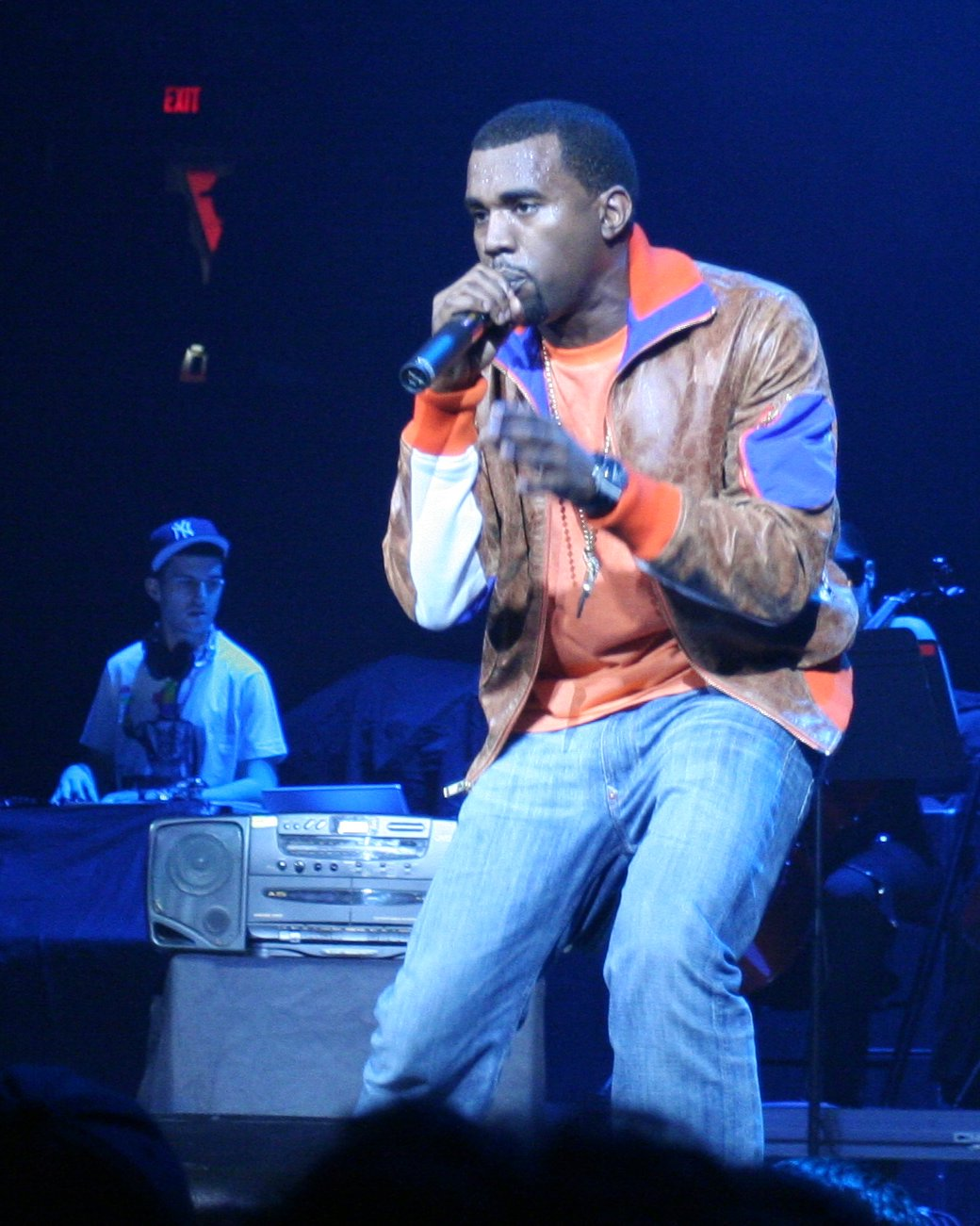
West bei einem Auftritt in Portland (2005)

2003 produzierte West unter anderem die Hits Stand Up für Ludacris (Platz eins in den Billboard Hot 100) und You Don’t Know My Name für Alicia Keys (Platz drei). Zudem veröffentlichte er mehrere Mixtapes unter eigenem Namen. Im September des Jahres erschien Through the Wire als Wests erste Solosingle und erreichte Rang 15 der US-Charts. Ende des Jahres erschien Slow Jamz, ein Tribut an klassische Slow Jams, in Zusammenarbeit mit Twista und Jamie Foxx. Offiziell Twistas Single, erreichte das Lied im Februar 2004 die Spitzenposition der Billboard Charts. Für alle drei Künstler war es der erste Nummer-eins-Erfolg. In der Folge schrieb Kanye West mit Janet Jackson drei Lieder für ihr Album Damita Jo und in Zusammenarbeit mit der Sängerin Brandy entstand die Single Talk About Our Love. Mit der deutschen Produzentin Melbeatz arbeitete West am Stück Oh Oh für ihr Album Rapper’s Delight.
Aufgrund eines bereits vorab in Umlauf gekommenen Bootlegs nahm West große Teile seines Debütalbums The College Dropout, mit dem er thematisch unter anderem seinen Schulabbruch verarbeitete, neu auf. Das Album erschien nach mehreren Verschiebungen im Februar 2004 und stieg auf Platz zwei in die Billboard 200 ein. Von den Kritikern wurde es überaus positiv aufgenommen. Bei den Grammy Awards 2005 gewann es in der Kategorie Best Rap Album und war zudem als Album of the Year nominiert. Alle vier Singles sowie You Don’t Know My Name wurden ebenfalls nominiert und bescherten West zwei weitere Grammys bei insgesamt zehn Nominierungen. Daneben erhielt das Musikvideo von Jesus Walks mehrere Auszeichnungen. Das Stück, in dem West sich mit seinem Glauben auseinandersetzt, beschrieb die deutsche Hip-Hop-Zeitschrift Juice als den „definierende[n] Moment für Kanye West als Mainstream-Artist.“
2004 gründete Kanye West das Plattenlabel GOOD Music; GOOD ist ein Apronym für Getting Out Our Dreams. Die ersten Veröffentlichungen des Labels waren John Legends erfolgreiches Debütalbum Get Lifted und Be von Common. West war an der Produktion beider Alben beteiligt, für Be produzierte er neun von elf Songs. Daneben steuerte er einen Song zu Mariah Careys Comeback-Album The Emancipation of Mimi bei und war in die Arbeit an Leela James’ Debütalbum involviert. Zugleich arbeitete er an seinem zweiten Album Late Registration, das Ende August 2005 erschien und sich auf Anhieb auf Rang eins der Billboard 200 platzierte. West schrieb die Musik mehrerer Stücke gemeinsam mit dem Multiinstrumentalisten und Produzenten Jon Brion, der zuvor an der Seite von Künstlern wie Aimee Mann und Fiona Apple in Erscheinung getreten war. Die Single Gold Digger, auf der Jamie Foxx Ray Charles’ Gesang und den Text dessen Stückes I Got a Woman neu interpretierte, hielt sich zehn Wochen an der Chartspitze in den USA und erhielt mehrere Auszeichnungen.

### Graduation(2007–2008)

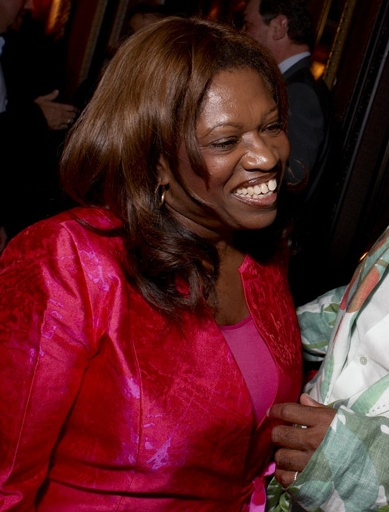
Wests Mutter Donda West, die für ihn wichtigste Person, starb 2007 mit 58 Jahren an den Folgen einer Schönheits-OP.

Anfang Juli 2007 trat West bei den Benefizveranstaltungen Concert for Diana und Live Earth auf; 2005 hatte er bereits an Live 8 teilgenommen. Im September 2007 erschien sein drittes Album Graduation. Da 50 Cents Album Curtis am selben Tag auf den Markt kam, schrieben die Medien von einem „HipHop-Showdown“. Dieser wurde bestärkt durch eine Coverstory des Rolling Stone, für den beide Rapper posierten, sowie 50 Cents (später widerrufener) Ankündigung, er werde seine Solokarriere beenden, sollte West mehr Alben verkaufen als er. Mit 957.000 verkauften Einheiten stieg Wests Album deutlich vor Curtis auf Platz eins der Billboard Charts ein. Gemessen an der ersten Verkaufswoche war Graduation das fünfzehnterfolgreichste Album seit der Einführung des Nielsen SoundScan im Jahr 1991. Die Single Stronger, auf einem Sample von Daft Punk basierend, erreichte weltweit Spitzenplatzierungen und erhielt drei Platin-Schallplatten. Eine weitere Single, Good Life feierte ihre Premiere in einer Folge der HBO-Fernsehserie Entourage, in der Kanye West auch selbst auftrat. 2008 erhielt der Rapper vier Grammys, darunter das dritte Mal in Folge für das Best Rap Album, während er – ebenfalls das dritte Mal in Folge – in der Kategorie Album of the Year verlor. Im April 2008 begann seine bis Ende des Jahres andauernde Welttournee namens Glow in the Dark Tour, die ihn im November auch nach Oberhausen und Hamburg brachte.

### 808s & HeartbreakundMy Beautiful Dark Twisted Fantasy(2008–2010)

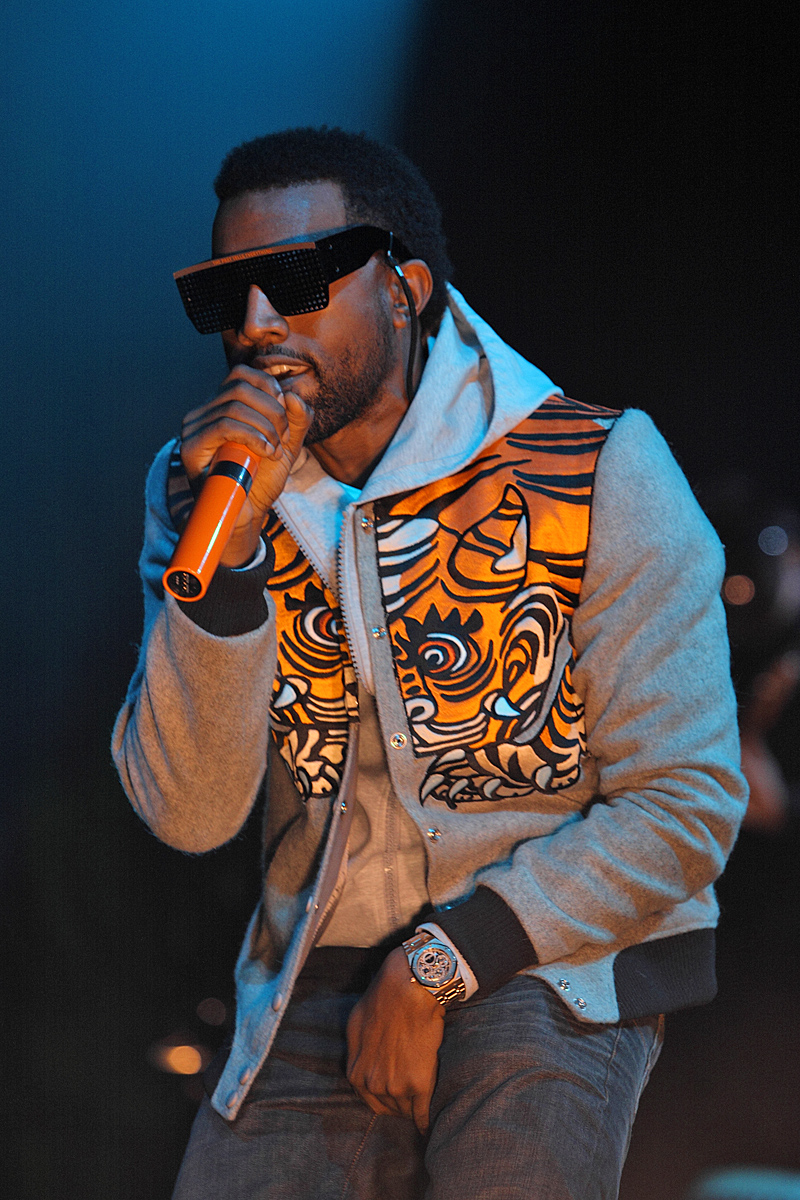
West bei einem Live-Auftritt (2008)

Bei den MTV Video Music Awards 2008 stellte West den Song Love Lockdown als erste Single aus dem im November 2008 veröffentlichten Album 808s & Heartbreak vor. Mit dem Stück probierte er sich erstmals als Sänger. Love Lockdown hielt sich 17 Wochen in den deutschen Singlecharts, mit Platz acht als Wests bisher höchste Chartplatzierung in Deutschland. Die weltweiten Verkaufszahlen von 808s & Heartbreak blieben allerdings hinter denen der vorherigen Werke zurück; auch die Kritiker bewerteten das Album höchst unterschiedlich. Musikalisch und inhaltlich war 808s & Heartbreak beeinflusst von einer Trennung wenige Monate zuvor und vom Tod seiner Mutter Donda im November 2007. Bei den Grammy-Verleihungen im Februar 2008 sang Kanye West ihr zu Ehren das Lied Hey Mama.
Von 2009 bis 2010 war Kanye West mit dem Model Amber Rose liiert. Teilweise zusammen mit No I.D. produzierte der Musiker die Hälfte der Stücke auf Jay-Zs The Blueprint 3, darunter das mit zwei Grammys prämierte Stück Run This Town, in dem er neben Jay-Z und Rihanna selbst zu hören ist. Eine zu der Zeit geplante Tournee gemeinsam mit Lady Gaga wurde kurzfristig abgesagt. Nach dem Erdbeben in Haiti 2010 beteiligte West sich an dem Benefizprojekt Artists for Haiti.
Im September 2010 präsentierte West bei den MTV Video Music Awards die Ballade Runaway. Im darauffolgenden Monat veröffentlichte er einen gleichnamigen 35 Minuten dauernden Kurzfilm mit dem Model Selita Ebanks in der Hauptrolle. Im November des Jahres erschien zu fast durchweg überschwänglichen Kritiken My Beautiful Dark Twisted Fantasy und platzierte sich als Wests viertes Album in Folge auf Rang eins in den US-Charts. Bei den Aufnahmen arbeitete er mit einer Reihe von angesehenen Hip-Hop-Produzenten zusammen, darunter Pete Rock, Q-Tip, RZA und DJ Premier; als Gastmusiker wirkten unter anderem Raekwon, Bon Iver und Elton John mit. Im April des Jahres trat der Rapper als Headliner beim Coachella Valley Music and Arts Festival auf; weitere Auftritte auf dem britischen Festival The Big Chill und dem SWU Music & Arts Festival in Brasilien folgten.

### Watch the ThroneundCruel Summer(2011–2012)
Im August 2011 veröffentlichte Kanye West gemeinsam mit Jay-Z das Album Watch the Throne. Mit einem Charteinstieg auf Platz eins in der Schweiz, Platz zwei in Deutschland und Platz zwölf in Österreich ist Watch the Throne das erfolgreichste Werk der beiden Künstler in den deutschsprachigen Ländern. In den USA erreichte es als fünftes Album von West und als zwölftes von Jay-Z die Spitzenposition. Im iTunes Store stellte es mit 290.000 Downloads in der ersten Woche einen Rekord auf. Wie schon 2008 erhielt der Rapper bei den Grammy Awards 2012 vier Auszeichnungen. Im darauffolgenden Monat stellte West in Paris seine erste eigene Modekollektion vor. Im Mai 2012 feierte sein Kurzfilm Cruel Summer beim Filmfestival von Cannes seine Premiere. Ähnlich wie der Film Runaway ist Cruel Summer von einem zeitgleich produzierten Album des Musikers inspiriert. Dieses wurde im September 2012 als Kompilationsalbum in Zusammenarbeit mit den anderen Künstlern seines Labels Good Music veröffentlicht.

### YeezusundThe Life of Pablo(2013–2016)

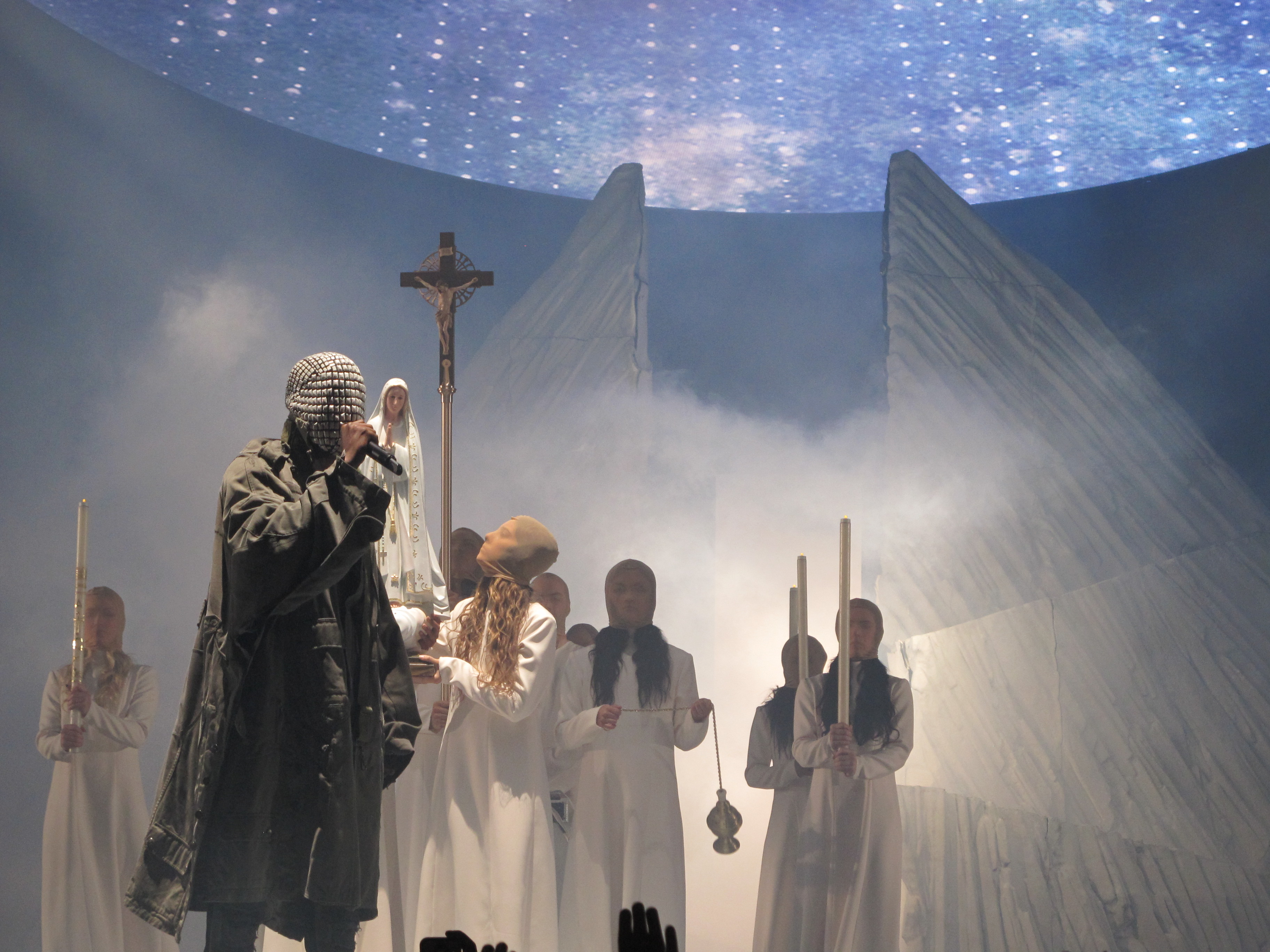
West bei einem Live-Auftritt auf der Yeezus-Tour (2013)

Für sein nächstes Soloalbum Yeezus arbeitete Kanye West erneut mit einer Vielzahl anderer Musiker zusammen, darunter Daft Punk, Frank Ocean, Arca und Rick Rubin. Letzterer wurde erst kurz vor der Deadline in die Produktion miteinbezogen, um den Minimalismus in Wests Stücken noch konsequenter zu gestalten. Ein Video für den Song New Slaves ließ der Rapper weltweit an 66 Hauswände projizieren, unter anderem auch in Berlin. Einen Tag später präsentierte er bei Saturday Night Live die zwei Songs New Slaves und Black Skinhead live. Dem minimalistischen musikalischen Leitmotiv von Yeezus entsprechend – ein Kofferwort, gebildet aus Kanye Wests Spitznamen Yeezy und Jesus –, wurde das Album in einem einfachen Jewelcase gänzlich ohne Booklet und anderweitige Gestaltungsmittel veröffentlicht. In der ersten Woche wurden in den USA 327.000 Einheiten des Albums abgesetzt. Dies waren – vermutlich aufgrund eines verfrühten Leaks – deutlich weniger als erwartet; dennoch platzierte auch Yeezus sich auf Platz eins der Billboard 200.

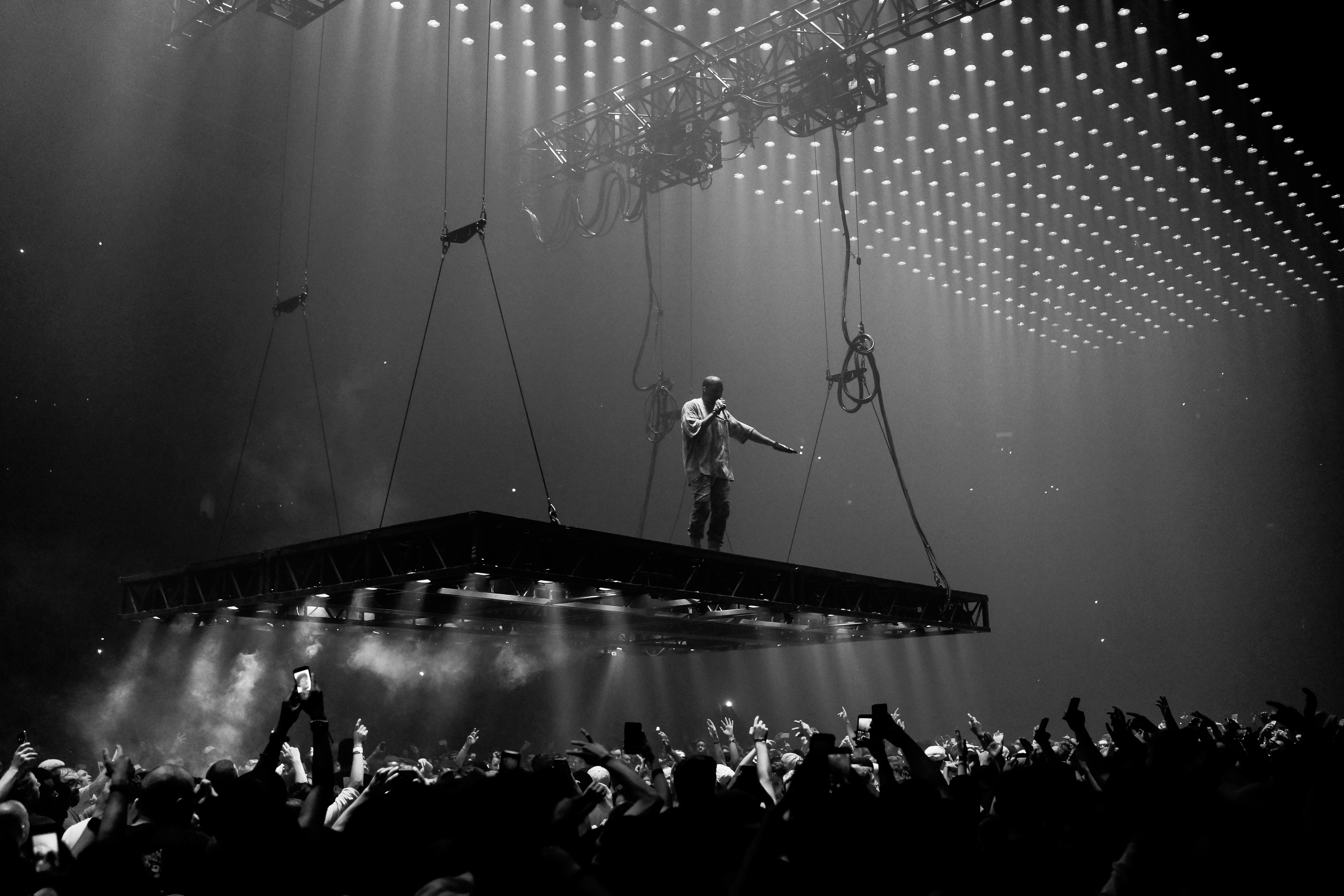
West während der Saint Pablo Tour (2016)

Nach zahlreichen Ankündigungen verschiedener Albumtitel und Tracklists, die als chaotische Promotionsphase zusammengefasst wurden, erschien am 14. Februar 2016 sein siebtes Studioalbum The Life of Pablo zunächst exklusiv auf der Streaming-Plattform Tidal. Zuvor hatte West eine deutlich kürzere Version des Albums bei der Präsentation seiner neuen Modekollektion Yeezy Season 3 in New York vorgestellt.
Als ab dem 1. April das Album auch als Download auf Wests Website erhältlich und bei den konkurrierenden Streaming-Diensten abrufbar war, stieg das Album ohne als physische Tonträger oder auf den marktführenden Downloadportalen angeboten zu sein wie seine fünf letzten Soloalben auf Platz eins der Billboard 200.
Zuvor hatte TorrentFreak berichtet, The Life of Pablo habe wohl insbesondere wegen der beschränkten Verfügbarkeit mit geschätzten 500.000 illegalen Downloads innerhalb eines Tages einen neuen Rekord aufgestellt.
In den Monaten nach der Erstveröffentlichung unterzog West The Life of Pablo zahlreichen Veränderungen, was in der Presse als Novum bezeichnet wurde, aber auch auf seine Sinnhaftigkeit hinterfragt wurde. Diese reichten von kleineren musikalischen Details und einzelnen veränderten Textzeilen zu bisher unveröffentlichten Gastauftritten und sogar einem neuen Song Saint Pablo, der sich als Outro auch aus der Retrospektive mit dem Album auseinandersetzt.
Als erste Singleauskopplung erschien sieben Wochen nach dem Album der Song Famous, der vor allem durch sein Musikvideo für Aufsehen sorgte, in dem sich unbekleidete Wachsfiguren verschiedener Persönlichkeiten ein Bett teilen.
Im August 2016 begann die Saint Pablo Tour. Am 21. November 2016 gab West bekannt, dass die restlichen 21 Konzerte seiner Tour nicht stattfinden würden, nachdem er bereits in der Woche zuvor Konzerte abgesagt hatte, nur kurz auftrat oder umfassende politische Kommentare abgegeben hatte, statt zu rappen. Nach dem Tour-Abbruch wurde West wegen eines Nervenzusammenbruchs mit Handschellen in ein Krankenhaus in Los Angeles gebracht, nachdem sein Leibarzt aufgrund des unberechenbaren Verhaltens des Künstlers einen Notruf abgesetzt hatte. West blieb auch über das Thanksgiving-Wochenende zur psychiatrischen Überwachung seiner durch Schlafmangel und Dehydrierung ausgelösten temporären Psychose in der Klinik. In den nachfolgenden elf Monaten hielt sich West vom Kurznachrichtendienst Twitter und generell aus der Öffentlichkeit fern.

### Ye,Yandhi,Jesus is Kingund weitere Kollaborationen (seit 2017)
Im Mai 2017 wurde erstmals berichtet, dass West in Wyoming an einem neuen Album arbeitet. Im April 2018 gab West schließlich bekannt, für die Sommermonate desselben Jahres die Veröffentlichung von zwei Studioalben zu planen, einem Soloalbum und einem Kollaborationsalbum. Zudem kündigte West an, die kommenden Alben von Pusha T, Teyana Taylor und Nas zu produzieren.
Kurz darauf veröffentlichte West die zwei nicht auf den Alben erscheinenden Singles Lift Yourself und Ye vs. the People. Lift Yourself erstaunte Fans mit einer Mischung eines Soul-Samples mit einem von West gerapptem Nonsens-Text über Stuhlgang. In Ye vs. the People verteidigt West im inszenierten Streitgespräch mit Rapper T.I. die Politik von US-Präsident Trump, dem er schon zuvor öffentlichkeitswirksam Unterstützung zugesprochen hatte, was sowohl von Fans als auch anderen Personen der Öffentlichkeit scharf kritisiert wurde.

Das von West produzierte Album Daytona des Rappers Pusha T wurde im Mai veröffentlicht; Wests Produktion wurde von den Kritikern positiv aufgenommen. Nur eine Woche später erschien Anfang Juni Wests achtes Studioalbum Ye. Bereits in der Woche danach veröffentlichte er gemeinsam mit Langzeitprotegé Kid Cudi unter dem Namen Kids See Ghosts ein Kollaborationsalbum. Außerdem schloss West noch im gleichen Jahr seine Arbeit als Produzent von Nas’ Album Nasir und Teyana Taylors Album K.T.S.E. ab. Fünf der vier Alben, welche in Wyoming für sein Label GOOD Music produziert und binnen fünf Wochen veröffentlicht wurden, ist gemein, dass sie jeweils lediglich sieben Songs umfassen. 

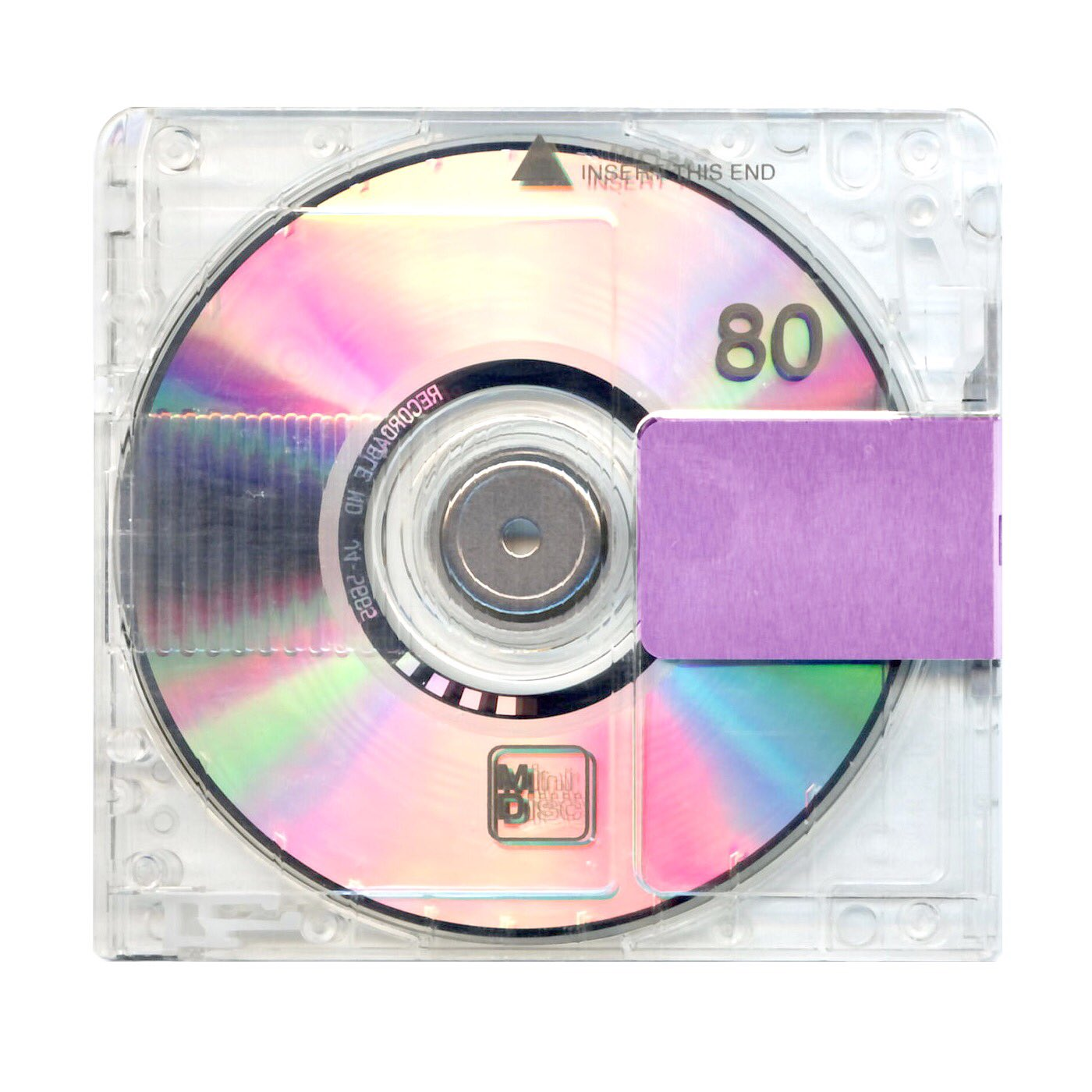
Im September 2018 veröffentlichtes Album-Cover von Yandhi

Im August 2018 veröffentlichte West die Single XTCY, die eigentlich Bestandteil von ye hätte sein sollen. Eine weitere Single, die Kollaboration I Love It mit dem Rapper Lil Pump, wurde im September veröffentlicht und feierte seine Premiere bei der Pornhub Awardshow, die West als Creative Director gestaltete.
Im September 2018 kündigte West sein neuntes Studioalbum Yandhi an. Er verschob das Veröffentlichungsdatum jedoch bereits zweimal, sodass das Album, das eigentlich schon im September und dann schließlich im November erscheinen sollte, auch heute noch nicht veröffentlicht ist. Es wird erwartet, dass Kollaborationen unter anderem mit Timbaland, 2 Chainz, Lil Wayne, 6ix9ine, Ty Dolla $ign, Nicki Minaj, Rihanna und dem inzwischen verstorbenen XXXTentacion auf Yandhi enthalten sind. Das bereits veröffentlichte Album-Cover zeigt die transparente Verpackung einer MiniDisc und erinnert damit stark an das Album-Cover des sechsten Studioalbums Yeezus, weshalb spekuliert wird, dass Yandhi als Folgealbum verstanden werden soll. Im Juli 2019 wurden einige vermutlich unfertige Lieder, die vermeintlich auf dem Album erscheinen sollten, geleakt.
Über Twitter kündigte West außerdem im September 2018 an, dass Watch the Throne 2, ein Nachfolgealbum zu seinem 2011 erschienenen Kollaborationsalbum mit Jay-Z, bald erscheinen werde. Jay-Z hat sich bisher jedoch noch nicht dazu geäußert, ob ein solches Projekt in Arbeit sei.
Seit dem 6. Januar 2019 veranstaltet West einen wöchentlichen exklusiven Sunday Service an wechselnden Orten, bei dem er Stücke seiner vergangenen Alben sowie andere Soul- und RnB-Klassiker mit dem Gospelchor The Samples und gelegentlich anderen Stargästen aufführt. Der erste der breiten Öffentlichkeit zugängliche Sunday Service fand am Ostersonntag 2019 während des Coachella Festivals statt.
Am 29. August 2019 kündigte Wests Ehefrau Kim Kardashian über Twitter die Veröffentlichung eines neuen Gospel-inspirierten Albums mit dem Namen Jesus Is King für den 27. September an; ihr Tweet enthielt zudem eine Liste mit zwölf Liedtiteln. Das Album wurde jedoch nicht zum angekündigten Zeitpunkt veröffentlicht; stattdessen präsentierte West es bei einer sogenannten Listening Party einem ausgewählten Publikum in Detroit. Auch ein zweites Veröffentlichungsdatum, der 29. September, verstrich, ohne dass das Album der Öffentlichkeit zugänglich gemacht wurde. Das Album wurde schließlich am 25. Oktober mit elf Liedern veröffentlicht. Zu den Liedern Follow God und Closed On Sunday erschienen Musikvideos; in ersterem ist West mit seinem Vater zu sehen, in letzterem seine Ehefrau und seine Kinder.
Kanye West gab dem Podcaster DJ Akademiks am 2. April 2025 ein Interview und teilte im dortigen Livestream, dass sein nächstes Studioalbum WW3 heiße. Während des Livestreams trug er ein Gewand, das an den Ku Klux Klan erinnert. Am 21. April 2025 teilte West auf X, dass er sein zukünftiges Album WW3 in Cuck umbenannt habe. Am 8. Mai 2025 veröffentlichte er das Lied „Heil Hitler“. Das Lied löste wegen seines Antisemitismus und eines darin enthaltenen Ausschnitts einer Rede Adolf Hitlers aus dem Jahr 1936 negative Reaktionen aus.

### Finanzen und Unternehmungen
Am 13. Februar 2016 teilte Kanye West via Twitter mit, dass er mit 53 Millionen Dollar verschuldet sei. Gleichzeitig forderte er Mark Zuckerberg via Twitter auf, eine Milliarde Dollar in Kanye-West-Ideen zu investieren. Ein ähnlicher Aufruf wurde kurz darauf auch an Larry Page gerichtet.
Gemäß dem Wirtschaftsmagazin Forbes beläuft sich Wests Privatvermögen per Oktober 2022 auf etwa 400 Millionen US-Dollar.

### Persönliches

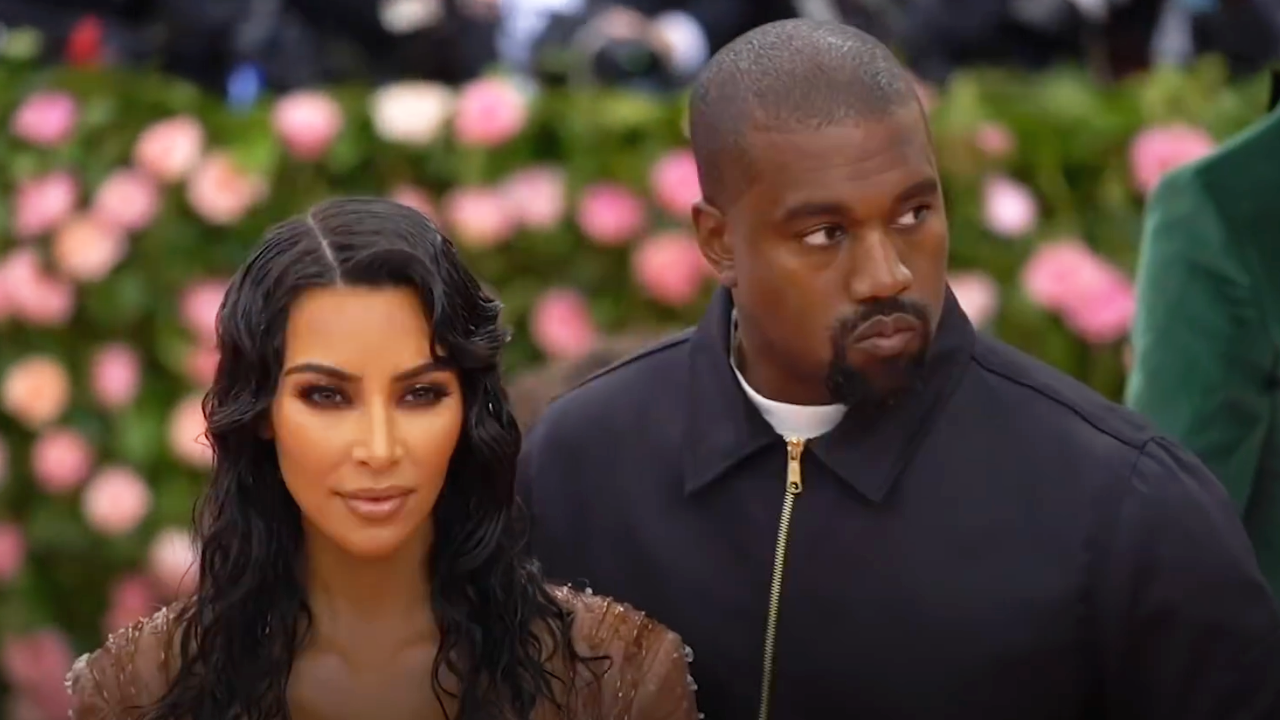
West und Kim Kardashian (2019)

Nach mehrjähriger Freundschaft war Kanye West von 2012 bis 2021 mit Kim Kardashian liiert. Im Juni 2013 kam ihre erste gemeinsame Tochter zur Welt. Das Paar heiratete im Mai 2014 in Florenz. Das zweite Kind, ein Sohn, wurde im Dezember 2015 geboren. Eine 2018 geborene Tochter hatte das Paar von einer Leihmutter austragen lassen. Eine weitere Leihmutter brachte im Mai 2019 einen weiteren Sohn für das Paar zur Welt. Im Februar 2021 reichte Kardashian die Scheidung von West ein. Am 20. Dezember 2022 heiratete Kanye West die Australierin Bianca Censori.

### Donda Academy
2022 hat West eine private Schule eröffnet. Die Schule sitzt im Simi Valley, Kalifornien. Die Schule soll christliche Werte vermitteln und die „nächste Generation von Führungskräften“ hervorbringen. Die Donda Academy ist noch nicht akkreditiert, daher werden die Abschlüsse nach dem bisherigen Status nicht anerkannt. Die Familien der Schüler müssen eine Vertraulichkeitsvereinbarung unterschreiben. Die Schule wurde am 27. Oktober 2022 nach Wests antisemitischen Aussagen geschlossen.
Zwei ehemalige Lehrer reichten im April 2023 eine Klage gegen die Schule ein. Sie behaupteten, dass sie ungerechtfertigt entlassen wurden, nachdem sie sich über Gesundheits- und Sicherheitsverletzungen beschwert hatten. Die Lehrer behaupteten, dass die Akademie ungewöhnliche Regeln und Anforderungen hatte. Kreuzworträtsel, Ausmalblätter, Besteck und Stühle wären verboten, Schüler dürften keinen Schmuck und keine Kleidung von Nike und Adidas tragen, Farbe und Kunstwerke waren in den Klassenzimmern nicht erlaubt und alle Tassen und Schüsseln mussten grau sein. West erlaubte keinen Unterricht im zweiten Stock des Schulgebäudes wegen einer Angst vor Treppen. Schüler dürften außerdem nur Sushi auf dem Boden essen, da es keine Tische gab; mitgebrachtes Essen war verboten. Es gab keine Reinigungsdienste und keine Schulkrankenschwester; West verbot die Verwendung von Reinigungsmitteln und Mülleimern, und ein EpiPen eines Schülers wurde über einer Mikrowelle aufbewahrt.

## Stil und Entwicklung
Kanye West inszeniert seine Musik bewusst als Kunstwerk, wodurch er sich nach eigenen Angaben in eine Reihe mit Musiklegenden wie Jimi Hendrix, den Rolling Stones oder den Beatles stellen will. Auch in seinen Konzerten, seinen Musikvideos, der Gestaltung seiner Alben sowie seinem modisch ausgerichteten Erscheinungsbild spiegelt sich dieser Anspruch wider.

### Musik

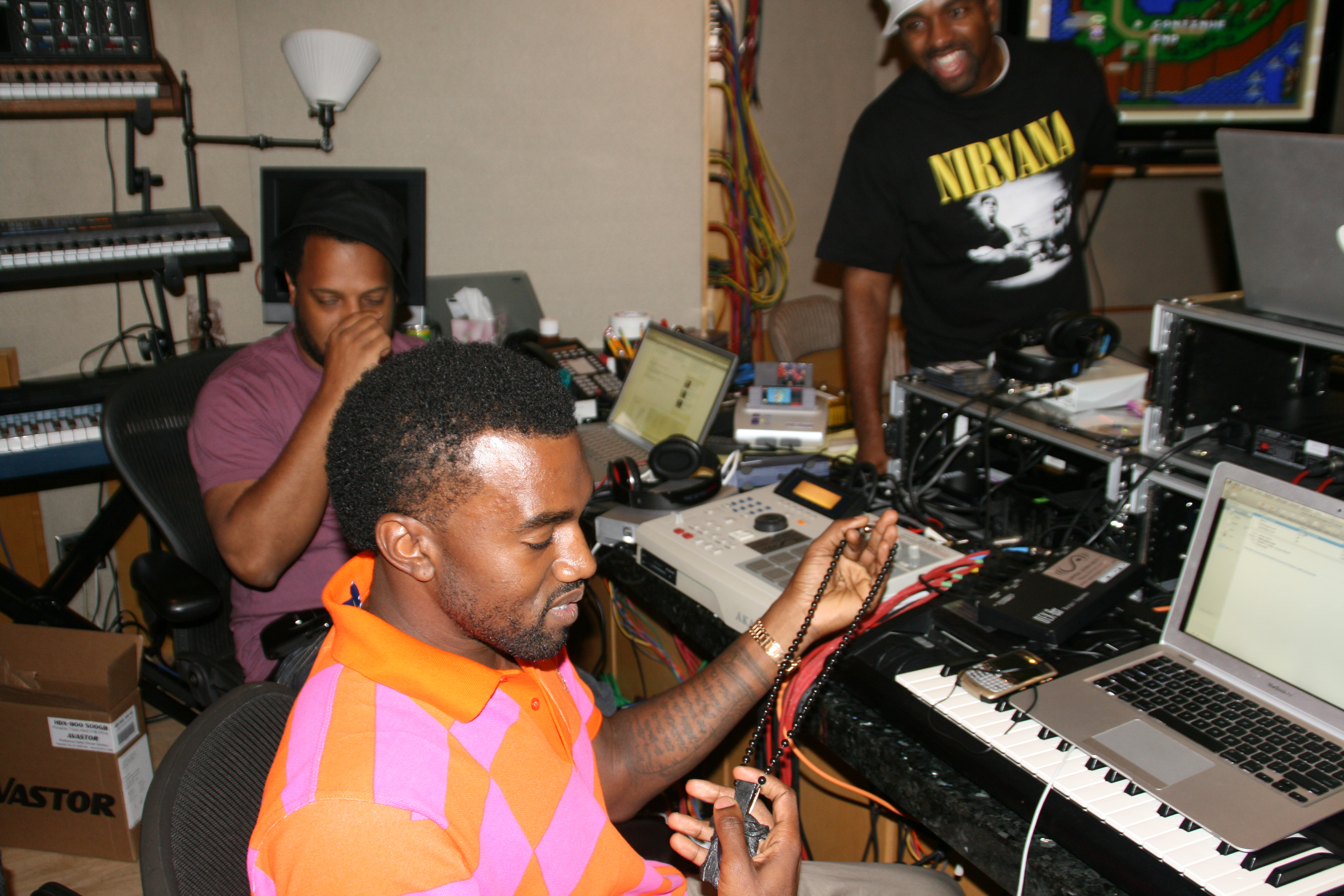
West in seinem Aufnahmestudio, links im Hintergrund der Produzent No I.D. (2008)

Wests Musikstil beeinflusste den Hip-Hop und Pop der 2000er Jahre maßgeblich. Dieser Stil hat sich seit dem Beginn seiner Karriere kontinuierlich weiterentwickelt, als „Leitmotiv“ zieht sich aber die Verwendung von Ausschnitten zumeist älterer Songs in Form von Samples durch sein Werk. Diese verwendet er gerade bei seinen späteren Alben in einem zunehmend modernen Kontext. Als Sampler benutzt West die Modelle ASR-10 von Ensoniq und MPC 2000XL von Akai. Entgegen der im Hip-Hop typischen Fokussierung auf “beats and rhymes” sieht West in den Melodien das wichtigste Element seiner Stücke. Ebenfalls unüblich ist seine sehr seltene Nutzung des Fadeouts. Als Inspiration dient ihm – laut einem Interview von 2005 – neben Hip-Hop und Soul vor allem die Rockmusik. So gab er an, unter anderem gerne System of a Down, The Strokes, Franz Ferdinand und The Killers zu hören; zudem arbeitete er mit Fall Out Boy und 30 Seconds to Mars zusammen. Trotzdem hätten seine Produktionen laut West „nichts mit Rock zu tun.“
Seit Anfang der 2000er zeichneten sich viele seiner Produktionen durch das durchgängige Loopen älterer Soulstücke und der Stimmen von Soulsängern aus, ergänzt durch meist ebenfalls gesamplete Schlagzeugbeats, Handclaps oder Snaps (Fingerschnippen). Die musikalische Grundlage bilden daher für gewöhnlich melodische und rhythmische Ostinati. Die Idee, sich des Soul-Genres zu bedienen, stammt von Wests früherem Mentor No I.D. Produktionstechnisch orientierte West sich anfangs an RZAs Musik für den Wu-Tang Clan, allerdings korrigierte er die Tonhöhe der gesampleten Stimmen nach oben (Pitch-Shifting), wodurch sie klanglich denen der Chipmunks ähneln. West nutzte den „Chipmunk Soul“ genannten Musikstil prominent auf seinem Debütalbum The College Dropout, aber auch später immer wieder. Als Ergänzung zu den Samples ist in vielen Stücken die Violinistin Miri Ben-Ari zu hören, gelegentlich setzte der Musiker zudem Chorgesänge ein. Neben der Soulmusik verwendete West in seinen frühen Produktionen vereinzelt auch Stücke aus anderen Genres wie Rock (The Doors), Reggae (Max Romeo) und Hip-Hop (Tupac Shakur).
Nach dem kommerziellen Erfolg von The College Dropout begann Kanye West mit weiteren Stilen zu experimentieren. So fanden sich auf Late Registration viele klassische und orchestrale Elemente. Vermehrt wurden Live-Instrumente benutzt, darunter viele eher ungewöhnliche; zum Beispiel sind im Outro von Heard ’Em Say ein Chinesisches Glockenspiel und ein Berimbau zu hören. Stücke wie Hey Mama und We Major enthalten längere Codas, Diamonds from Sierra Leone, Gone und Drive Slow, das mit einer Screw-Passage endet, weisen Veränderungen in der Dynamik auf. Als Inspiration für die musikalische Ausrichtung von Late Registration dienten Fiona Apple und Portishead, während der Klang des ersten Albums sich an Lauryn Hill orientiert hatte. Fortan integrierte West auch in viele Konzerte ein Streichorchester.
Auch für seine folgenden Werke arbeitete West mit Streichern. Auf Graduation hielten zudem Einflüsse der elektronischen Tanzmusik und des Rock Einzug. So wechseln sich etwa in dem Stück Flashing Lights orchestrale Legato- mit elektronischen Staccato-Passagen ab. Insgesamt war die Musik bewusst auf Stadiontauglichkeit ausgelegt, dazu passend stammten die Samples von weltbekannten und erfolgreichen Künstlern wie Elton John, Michael Jackson, Steely Dan und Can.
808s & Heartbreak war dagegen musikalisch und textlich deutlich introvertierter. In den größtenteils im Moll-Tongeschlecht komponierten Liedern nutzte West durchgehend die stimmenverzerrende und tonkorrigierende Technik des von T-Pain popularisierten Auto-Tune-Programmes, das ihm erlaubte, vorwiegend als Sänger in Erscheinung zu treten. Dies tat er zu der Zeit auch in Stücken von Young Jeezy, DJ Khaled und Mr Hudson. Daneben zog sich die Verwendung der Roland TR-808 durch 808s & Heartbreak. Bei den Aufnahmen zu 808s & Heartbreak ließ West sich hauptsächlich von der Popmusik der 80er Jahre inspirieren. Den bewusst ästhetischen, zugleich aber kommerziellen Stil des Albums nannte West „Pop Art“, nach der gleichnamigen Kunstrichtung. Es markierte laut Rolling Stone die endgültige Abkehr von den „schwungvollen Soul-Samples seiner frühen Tracks [hin zum] gespenstischen Synth-Funk seiner jüngsten Arbeiten [Ende 2009].“
Auf My Beautiful Dark Twisted Fantasy kombinierte West die Stilrichtungen seiner vorherigen Alben und erschuf opulentere Songs mit komplexen Strukturen und Arrangements; in Anlehnung an das Genre Progressive Rock sprach die Website Pitchfork Media von “prog-rap”. Einen ähnlichen Ansatz verfolgte der Musiker auch auf seinem gemeinsamen Album Watch the Throne mit Jay-Z; prominent werden Samples alter Soulstücke – überwiegend solcher von James Brown – genutzt, dazu sind wie bereits beim vorherigen Werk Progressive-Rock-Samples zu finden. Daneben enthält Watch the Throne aber auch Elemente modernerer Musikstile wie Dirty South und Dubstep. Immer wieder werden die Melodien durch unerwartete Wendungen gebrochen.

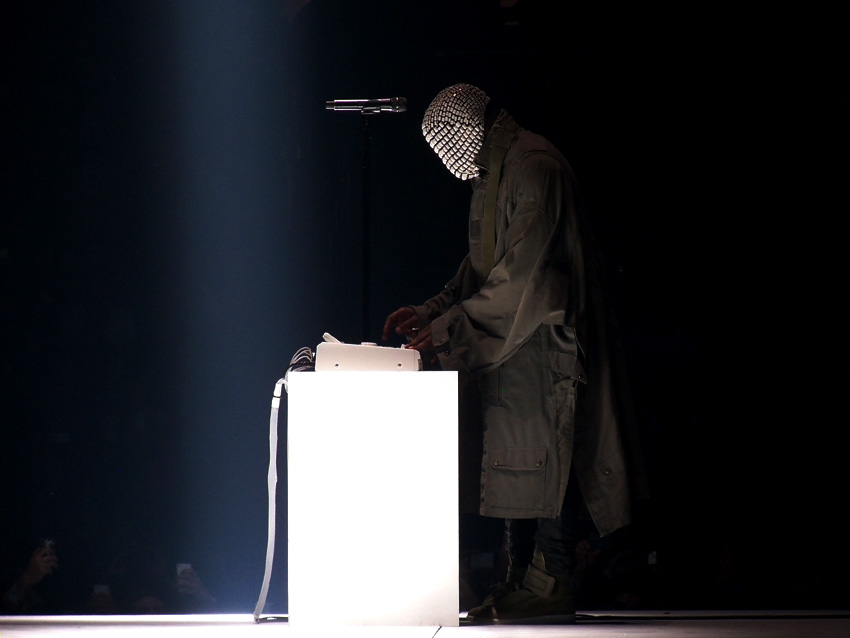
West auf der Yeezus Tour (2013)

Verfolgte West schon auf My Beautiful Dark Twisted Fantasy und Watch the Throne einen deutlich eklektischeren Ansatz, so kompartimentierte er die einzelnen Bestandteile seiner Songs auf Yeezus deutlich stärker. Im Song Bound 2 etwa kontrastiert er ein Soul-Sample – so wie er sie vor allem zu Beginn seiner Karriere einsetzte – im Refrain mit einer übersteuerten, punkigen Basslinie. Die Soul-Einflüsse sind ansonsten nur noch punktuell zu hören, etwa als Intermezzo in On Sight oder in Verbindung mit einem Trap-Sample in Blood on the Leaves. Im Outro von New Slaves ist die Rockballade Gyöngyhajú lány von der ungarischen Band Omega zu hören. Ansonsten hat Yeezus einen deutlich elektronischeren und aggressiveren Klang als Wests vorherige Werke. Kritiker verglichen das Werk mit Industrial Rock. Um eine stilistische Verbindung zu seiner Heimatstadt Chicago zu schaffen, ließ West sich sowohl vom Chicago House und Acid House der 1980er als auch vom kontemporären Chicagoer Drill – einem Subgenre des Trap – inspirieren. Auch Dancehall-Motive prägen einige Songs. Die opulenten orchestralen Elemente der vorherigen Alben wichen einem vom entsprechenden Architekturstil beeinflussten Minimalismus. Verschiedentlich genutzte Soundeffekte dienen zusätzlich der Verfremdung der musikalischen Motive.
Nach der Arbeit an The College Dropout nahm der Anteil anderer Musiker an Wests Werken zu. Die Beteiligung von Jon Brion an Late Registrations musikalischer Ausrichtung wird als hoch ermessen. Der Sänger und Rapper Kid Cudi soll auf den Sound von 808s & Heartbreak und My Beautiful Dark Twisted Fantasy erheblich Einfluss genommen haben. Seit 808s Heartbreak arbeitet West zudem regelmäßig mit den Produzenten Mike Dean und Jeff Bhasker zusammen. Für Watch the Throne produzierte er lediglich den Song Otis alleine. Kritisiert wurde West gelegentlich für die Programmierung der Drums seiner Stücke, deren Schwäche er selbst zugab. An der Perkussion der Singles Stronger und Good Life von Graduation arbeitete er gemeinsam mit Timbaland.

### Lyrik
Das US-amerikanische Hip-Hop-Magazin XXL definierte im Jahr 2010 fünf “key elements” (deutsch: „Schlüsselelemente“), aus denen sich Kanye Wests Lyrik zusammensetze, nämlich Verletzlichkeit, Humor, Wortspiele, Arroganz und Gesellschaftskritik.
Der renommierte Musikjournalist Robert Christgau lobte in einer Kritik zu Late Registration die Reimarbeit des Rappers. Seine Reime sind zumeist assonant, oft auch mehrsilbig. Häufig benutzt West eine bildhafte Sprache mit Metaphern und Vergleichen, die er durch Alliterationen ergänzt. Diese Sprache weist einen starken afroamerikanischen Dialekt auf, so entfällt etwa in seinen Raps oft die -s-Endung in der 3. Person Singular (Beispiel: “[…] tell him you like how he rap” aus dem Song Last Call). In dem Song Who Gon Stop Me verwendet er die Spielsprache Pig Latin. Das Metrum seiner Raps entwirft der Musiker teilweise noch vor den Texten. Vor allem am Anfang seiner Karriere arbeitete er mit Overdubs – einer ergänzenden Tonaufnahme über eine bereits bestehende Aufnahme –, um seine Raps nicht in einem Take aufnehmen zu müssen.
Die Texte des Rappers drehen sich oft um im Mainstream-Hip-Hop eher untypische Themen wie Rassenkonflikte, Selbstzweifel und Kritik an der Konsumgesellschaft. So handelt etwa seine Strophe im Remix des Stückes Diamonds from Sierra Leone von den sierra-leonischen Blutdiamanten und seiner zwiespältigen Einstellung ihnen gegenüber. Am Anfang seiner Karriere ließ er sich dadurch noch als „Conscious-Rapper“ oder bedingt als „Backpackrapper“ einordnen, wenn auch er selbst sich einer solchen Kategorisierung verweigerte: „Ich sehe mich nicht nur als Stimme von mir selbst oder die Stimme der Menschen. Jay-Z ist die Stimme von sich selbst, Talib Kwali [sic] ist die Stimme der Menschen und ich bin etwas von Beidem.“ Um im Hip-Hop übliche Klischees zu vermeiden, ironisiert West seine Texte häufig; so rappte er in Through the Wire: “Thank God I ain’t too cool for the safe belt.” (deutsch: „Gott sei dank bin ich nicht zu cool für den Sicherheitsgurt.“)
Auf den folgenden Alben konzentrierten seine Themen sich hauptsächlich auf die eigene Person und ihre Wahrnehmung in der Öffentlichkeit. Die Texte verkürzte er dafür bewusst, um sie den Zuhörern verständlicher zu machen und dadurch die Wirkung auf sie zu verstärken. Auf Graduation sei dabei allerdings laut der Süddeutschen Zeitung „die Dringlichkeit seiner vorherigen Werke“ weitgehend dem „Namedropping von angesagten Sneakers- oder Jeans-Marken“ gewichen. Auf 808s & Heartbreak sowie My Beautiful Dark Twisted Fantasy verarbeitete er dagegen frühere Beziehungen, den Verlust seiner Mutter und Anfeindungen in der Folge der MTV Video Music Awards 2009.
Die Texte des Albums Watch the Throne bestehen größtenteils aus Prahlereien bezüglich des eigenen Wohlstands, enthalten aber in vereinzelten Songs auch tiefgründigere Aussagen. In Murder to Excellence rappt West über Gewalt unter Afroamerikanern und deren folglich geringe Lebenserwartung. Der Musiker vergleicht dabei die Mordrate in seiner Heimatstadt mit der im Irakkrieg: “I feel the pain in my city wherever I go / 314 soldiers died in Iraq, 509 died in Chicago.” (deutsch: „Ich spüre den Schmerz in meiner Stadt wo auch immer ich hingehe / 314 Soldaten starben im Irak, 509 starben in Chicago.“) New Day ist dagegen an den eigenen – tatsächlich noch nicht gezeugten – Sohn adressiert, den West davor warnen will, die Fehler seines Vaters zu wiederholen.
Yeezus wurde von The New York Times als lyrisch provokantestes Werk des Künstlers bezeichnet. Die eingestreuten Obszönitäten ergänzt West im Song New Slaves durch Kritik am Materialismus und modernen Rassismus sowie Bezüge zur vermeintlichen Neuen Weltordnung.

## Rezeption
Im Hinblick auf einige seiner Aussagen wird Kanye West oft als arrogant bis hin zu snobistisch wahrgenommen. Dazu trägt auch sein schlechtes Verhältnis zu den Medien bei. Auf Wests Egozentrismus und vermeintliche Selbstüberschätzung spielt die Folge Leck mich am Stäbchen der 13. Staffel von South Park an und provozierte damit ein Statement von West, in dem er beteuerte, sich geändert zu haben. Laut der Juice verleihe seine hochmütige Haltung dem Rapper aber zugleich „eine Aura des Legendären“, die von allgemein sehr positiver Resonanz auf seine musikalischen Werke unterstrichen wird. Ein Artikel auf stern.de von August 2011 nennt Kanye West und Jay-Z die „beiden größten Rapper der Gegenwart.“ Die New York Times sieht Wests Karriere als „sui generis“.

### Musik und Texte

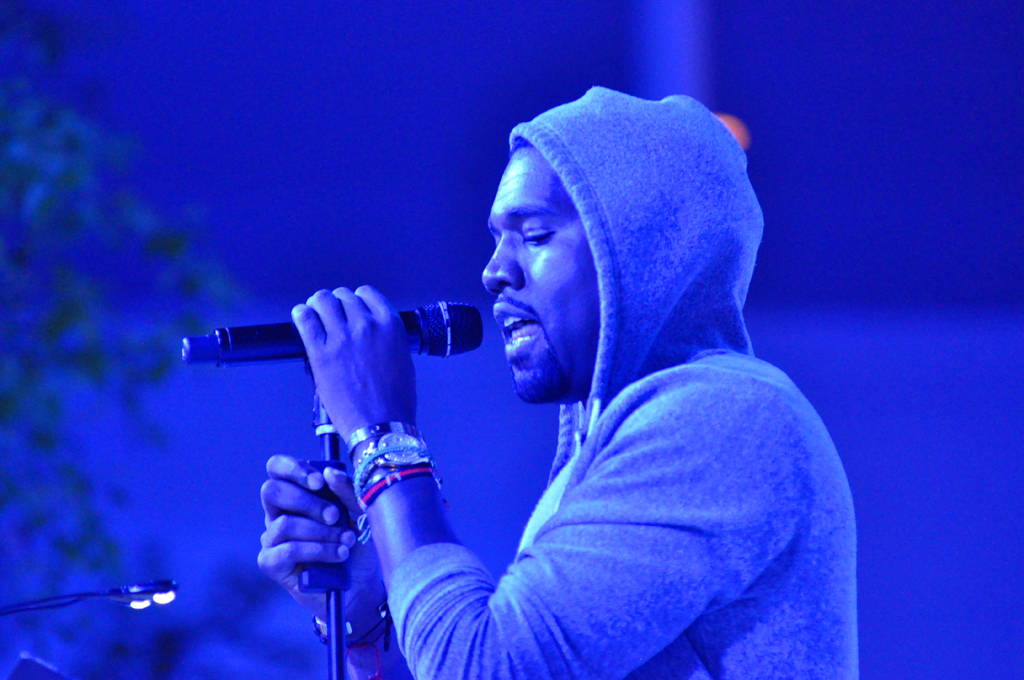
West bei einem Live-Auftritt (2011)

Ende 2009 schrieb das deutsche Musikmagazin Rolling Stone, dass von niemandem der „Pop in den letzten zehn Jahren stärker beeinflusst“ worden sei als von Kanye West; zudem habe West „den Sound des US-HipHop neu“ definiert. Laut Andi Schoon in der Online-Ausgabe der Zeit bewältige er den „Grenzgang zwischen Kunst und Kommerz“ und verbeuge sich dabei zugleich vor der Musik des 20. Jahrhunderts. In einer Liste der fünfzig besten Hip-Hop-Produzenten wurde Kanye West von About.com auf Platz acht gewählt.
The College Dropout wurde beinahe ausnahmslos positiv bewertet und fand sich auf zahlreichen Bestenlisten wieder, etwa auf Platz zehn der von der Rolling Stone bestimmten einhundert besten Alben der Dekade oder auf Platz eins der zehn besten Alben der Dekade, gewählt von der Entertainment Weekly. Wests nachfolgende Alben wurden ebenfalls wohlwollend rezipiert, wenn auch mit leicht abfallender Tendenz. So wurde 808s & Heartbreak aufgrund seiner stark veränderten „Soundästhetik“ eher gemischt aufgenommen und für seine angeblich fehlende Substanz sowie Wests mangelndes Gesangstalent kritisiert. Es war zugleich sein erstes Album, das keinen Grammy als Best Rap Album erhielt. Late Registration, das laut der Zeit bekannte Klänge mit hochmodernen verbinde, wurde dagegen von dem Autor Matthew Gasteier – neben Aquemini von OutKast und Phrenology von The Roots – als beispielhaft für die musikalische Innovativität des Hip-Hop-Genres genannt. Vor allem My Beautiful Dark Twisted Fantasy wurde überaus positiv aufgenommen, verschiedene Publikationen nannten es Wests “magnum opus”. Mit einem Metascore von 94 von 100 möglichen Punkten gehört das Werk zu den bestbewerteten Alben auf Metacritic.com.
Bereits am Anfang seiner Karriere wurde Kanye West in Hinblick sowohl auf seine Texte als auch auf seine Öffentlichkeitsarbeit als „zutiefst widersprüchliche Figur“ angesehen, als “wise and stupid, arrogant and insecure, often in the same breath.” (deutsch: „weise und dumm, arrogant und unsicher, oft im selben Atemzug.“) Der Rolling Stone sah in seinen Texten eine Mischung aus „Großmäuligkeit, Unsicherheit und Witz.“ und belegte dies anhand eines Auszuges aus Wests erstem Album: “Always said if I rapped, I’d say somethin’ significant/But now I’m rappin’ ’bout money, hoes and rims again.” (deutsch: „Ich hab’ immer gesagt, wenn ich rappe, rede ich über ’was bedeutsames/Aber jetzt rappe ich schon wieder über Geld, Nutten und Felgen.“) Gerade diese authentisch wirkenden Widersprüche ermöglichten es der breiten Masse, sich mit den Inhalten seiner Stücke zu identifizieren.
Wests Texten wird des Weiteren bescheinigt, dass sie mit den im Mainstream-Hip-Hop verbreiteten Konventionen brächen, indem sie eine Botschaft transportierten. Die Westdeutsche Zeitung wertete seine Musik als „hoch gesellschaftskritisch“; West geißele „den Konsum, die Gottlosigkeit, den Krieg – und die Schule“. Jonathan Fischer lobte den Rapper auf Spiegel Online dafür, „nicht in den Ghettomythen des Hip-Hop gefangen“ zu bleiben und stattdessen „die Verknüpfung persönlicher Bekenntnisse mit sozialkritischen Themen zur hohen Kunst“ zu erheben. Die Texte seien allerdings oft oberflächlich angelegt.
Der Rolling Stone listete West 2015 auf Rang 84 der „100 größten Songwriter aller Zeiten“.

### Erfolg und Einfluss
Kanye Wests Erfolg als Musiker äußert sich konkret in der Anzahl an Auszeichnungen, die er bisher erhielt, und in den Verkaufszahlen seiner Singles und Alben. Mit insgesamt vierzehn Awards gewann er in den 2000ern so viele Grammys wie kein anderer Künstler. Daneben erhielt er unter anderem zwei American Music Awards und drei BRIT Awards. Die RIAA zeichnete seine Werke bisher (Stand: März 2024) u. a. mit 242 Platin-Schallplatten, sowie zwei Diamant-Schallplatten aus. Laut einer Yahoo-Statistik von Juli 2009 hat West in den Vereinigten Staaten beinahe zehn Millionen Alben verkauft, was ihn zum neunzehnterfolgreichsten Künstler der 2000er macht. Schon sein Debütalbum verkaufte sich weltweit über vier Millionen Mal.
Bereits nachdem The College Dropout veröffentlicht worden war, galt West als einer der einflussreichsten Künstler in der Musikindustrie. Die Time nahm ihn 2005 in ihre Liste der einhundert einflussreichsten Menschen der Welt auf; als bislang einziger Rapper war er im selben Jahr auf der Titelseite der Zeitschrift zu sehen. Laut einer Schätzung des Forbes Magazine verdiente West zwischen Juni 2007 und Juni 2008 dreißig Millionen US-Dollar. Im darauffolgenden Jahr war West mit 25 Millionen Dollar der drittmeistverdienende Hip-Hop-Musiker hinter Jay-Z und Sean Combs. Neben den Albenverkäufen sei vor allem die Glow in the Dark Tour sehr einträglich gewesen. Die Watch the Throne Tour mit Jay-Z sowie seine Designertätigkeiten sicherten dem Künstler in den Monaten um 2012 ein Einkommen von rund 35 Millionen Dollar. Seit 2006 listet ihn das Webportal AskMen.com konstant unter den einflussreichsten Männern des Jahres; 2010 belegte er Platz fünf. Im gleichen Jahr erklärte MTV ihn zum Man of the Year.
West ist in erster Linie als Hip-Hop-Produzent anerkannt. In einer von About.com aufgestellten Liste der fünfzig besten Hip-Hop-Produzenten nahm er den achten Platz ein. Die Website UGO.com wählte ihn 2008 in einer ähnlichen Liste auf Rang zehn; West sei “the biggest hip-hop artist in the world.” (deutsch: „der größte Hip-Hop-Künstler der Welt.“) In einer Wahl des Hip-Hop-Magazins Vibe kam der Musiker unter die letzten vier Produzenten. Das Billboard Magazine listete ihn 2009 als dritterfolgreichsten Hip-Hop-Produzenten des Jahrzehnts. Obwohl Wests Fähigkeiten als Rapper zu Beginn seiner Karriere noch angezweifelt wurden, war er konstant in der von MTV.com seit 2007 gewählten Liste der “Hottest MCs in the Game” vertreten. Nach einem fünften Platz im Jahr 2007 wurde er 2008 auf Rang eins gewählt; 2009 belegte er den vierten, 2010 den dritten Platz. Das XXL Magazine wählte ihn 2010 auf Platz eins der besten Rapper, die ihre Karriere als Hip-Hop-Produzenten begannen. Im gleichen Jahr war West auf dem dritten Rang einer Liste von Black Entertainment Television über die besten Rapper des 21. Jahrhunderts vertreten.

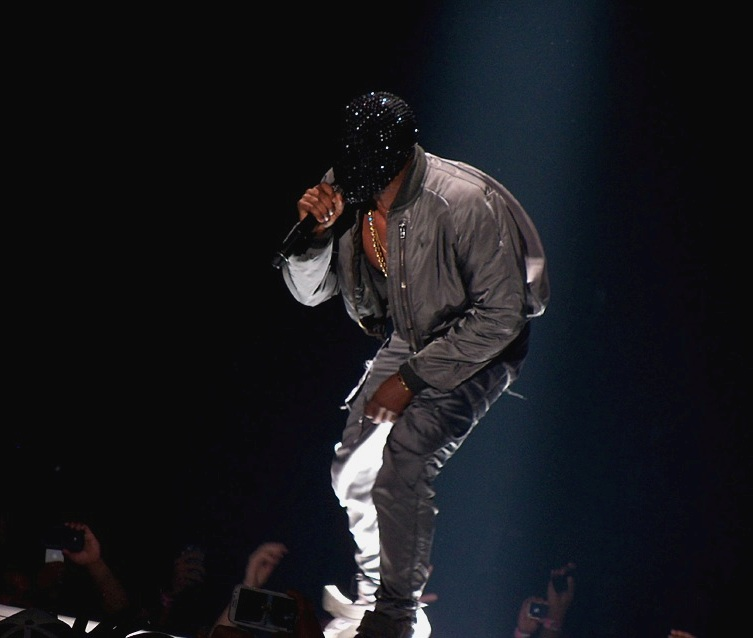
Beispiel für Wests extravaganten Modegeschmack (2013)

Aufgrund seiner inhaltlichen Orientierung an „Mittelschicht-Angst“ und musikalischen Pop-Einflüssen gilt West als Mitbegründer und „Galionsfigur“ des sogenannten „Hipster-Rap“, der einen Gegenentwurf zum Gangsta-Rap aus den Großstadt-Ghettos bildet. Sein zum Hipster-Image komplementärer, von der Ivy League beeinflusster Kleidungsstil war prägend für die Hip-Hop-Mode, beispielsweise popularisierte er die „Shutter Shades“ des Brillen-Designers Alain Mikli. Die von West designten Sneakers gelten als sehr beliebt. 2009 nahm ihn das Männermagazin GQ in die Liste The 10 Most Stylish Men in America auf. Auch seine Glow-in-the-Dark-Bühnenshow wurde für ihre visuelle Kreativität gelobt, so nannte MTV die Tournee “the greatest one-man show put on by a hip-hop artist, possibly ever.” (deutsch: „die größte Ein-Mann-Show, die, womöglich jemals, von einem Hip-Hop-Künstler veranstaltet wurde.“)
Durch seine Zusammenarbeit sowohl mit angesehenen Künstlern als auch mit Newcomern war Kanye West entscheidend beteiligt an der Karriere anderer Musiker. Zu Beginn seiner musikalischen Laufbahn wirkte er – ebenso wie Just Blaze – als Hausproduzent von Jay-Z mit an den als „Klassiker“ des Hip-Hop-Genres geltenden Alben The Blueprint und The Black Album. Mit der Single Slow Jamz verhalf er dem Rapper Twista zu seinem kommerziellen Durchbruch; auch Talib Kweli und die Dilated Peoples konnten mit Wests Hilfe erste Charterfolge feiern. 2005 sorgte er durch die Produktion eines Großteils von Commons Be für eine musikalische Neuorientierung des Rappers, die in dem Platz-eins-Erfolg des Nachfolgers Finding Forever – ebenfalls größtenteils von West produziert – seinen Höhepunkt fand. Auch einer Reihe von weiteren Musikern, die bei GOOD Music unter Vertrag stehen sowie Keyshia Cole und Lupe Fiasco verschaffte West erste mediale Aufmerksamkeit.
Kanye West beeinflusste mit seiner Musik so verschiedene Künstler wie den deutschen Rapper Denyo, den Komiker Chris Rock und U2. Der Rapper Drake sagte über ihn: “[West is] the most influential person, as far as a musician, that I’d ever had in my life” (deutsch: „West ist die einflussreichste Person, als Musiker, die ich in meinem Leben je hatte.“) Der ehemalige US-amerikanische Präsident Barack Obama zählt Wests Single Touch the Sky zu seinen Lieblingssongs.

## Kontroversen
Mediales Aufsehen neben seiner Musik erregte Kanye West durch einige kontroverse Auftritte und Aussagen. Diese wurden sehr unterschiedlich bewertet, von „mutig“ bis hin zur „Selbstdemontage“. Seine politischen und gesellschaftskritischen Ansichten sind laut eigener Aussage deutlich von seinen Eltern geprägt.

### Äußerungen über Politik

#### Aussagen über AIDS und die Crack-Epidemie
Anlässlich seines Live-8-Auftritts im Juli 2005 behauptete Kanye West, dass AIDS eine “man-made disease” (deutsch: „von Menschen gemachte Krankheit“) sei. Diese Ansicht legte er auch in dem Lied Heard ’Em Say dar. Im selben Jahr unterstellte er der US-Regierung eine ebenso gezielte Verbreitung der Droge Crack. Diese habe das außerordentlich schnell abhängig machende Rauschmittel in den ärmeren Gegenden eingeführt, um die Gemeinschaft der Schwarzen aufzuspalten, die bis dahin als Schutz gegen Polizeibrutalität und Rassismus gedient habe. Im Lied Crack Music machte West unter anderem den früheren Gouverneur von Kalifornien Ronald Reagan für die Crack-Epidemie verantwortlich, da dieser die Black Panther Party habe aufhalten wollen.

#### Kritik an der Bush-Regierung nach Hurrikan Katrina
Bei einer Benefizveranstaltung zugunsten der Opfer des Hurrikans Katrina auf NBC im September 2005 äußerte Kanye West sich erneut kritisch gegenüber der Regierung. In Abweichung vom Text des Teleprompters sagte er unter anderem, die Hilfsmaßnahmen würden durch den Einsatz vieler Nationalgardisten im Irakkrieg behindert, während die nach New Orleans gesandten Nationalgardisten die Erlaubnis hätten, auf Einwohner zu schießen. Zudem seien sowohl die Berichterstattung der Medien als auch die unterlassene Hilfe der Regierung rassistisch:

I hate the way they portray us in the media. You see a black family, it says, ‘They’re looting.’ You see a white family, it says, ‘They’re looking for food.’ And, you know, it’s been five days [waiting for federal help] because most of the people are black. […] the Red Cross is doing everything they can. We already realize a lot of people that could help are at war right now, fighting another way – and they’ve given them permission to go down and shoot us!

„Ich hasse die Art, wie sie uns in den Medien darstellen. Wenn man eine schwarze Familie sieht, heißt es ‚Sie plündern.‘ Wenn man eine weiße Familie sieht, heißt es, ‚Sie suchen nach Lebensmitteln.‘ Und Sie wissen, es dauert schon fünf Tage [die wir auf Hilfe vom Bund warten], weil die meisten der Menschen schwarz sind. […] das Rote Kreuz tut alles, was es kann. Wir sind uns bereits bewusst, dass viele Leute, die uns helfen könnten, gerade im Krieg sind und auf eine andere Art kämpfen – und sie haben ihnen die Erlaubnis gegeben runterzugehen und auf uns zu schießen!“

West äußerte abschließend: “George Bush doesn’t care about black people.” (deutsch: „die Schwarzen sind George Bush egal“). Der letzte Kommentar wurde aus der Übertragung an die US-Westküste geschnitten. Die Aussage erregte öffentlich großes Aufsehen und in der Folge viele politische Diskussionen. George W. Bush selbst bezeichnete Wests öffentlichen Vorwurf des Rassismus 2010 als schlimmsten Moment und “all-time low” (deutsch: „absoluten Tiefpunkt“) seiner Präsidentschaft. 2008 verwendete der Regisseur Marc-Aurèle Vecchione Auszüge der Rede für seine Dokumentation Schwarz und stolz – Die Geschichte der Black Music.

#### Holocaust-Vergleich in dem LiedWho Gon Stop Me
Mediale Aufmerksamkeit erhielt im August 2011 eine Zeile des Songs Who Gon Stop Me von Kanye West und Jay-Z. West rappt in dem Stück: “This is something like the Holocaust / Millions of our people lost.” (deutsch: „Das ist sowas wie der Holocaust / Millionen unseres Volkes verloren“). Damit vergleicht er den Völkermord an den Juden mit der systematischen gesellschaftlichen Benachteiligung der Afroamerikaner. Jan Küveler erkannte darin in seinem auf dem Online-Ableger der Welt veröffentlichten Text ein indirektes Wiederaufwerfen des Historikerstreits, der sich mit der Frage beschäftigte, inwieweit es sich bei diesem Völkermord um eine historische Singularität handle. Der Autor des Artikels verglich West dabei mit dem „revisionistischen“ Hauptakteur des Historikerstreits Ernst Nolte. Ebenfalls in einem nationalsozialistischen Kontext äußerte sich West im selben Monat auf dem Festival The Big Chill. Dort behauptete er, er werde des Öfteren von Menschen angestarrt, als sei er Hitler.

#### Kritik an Hillary Clinton und Unterstützung von Donald Trump
Nach der US-Präsidentschaftswahl offenbarte West bei einem Konzert in San José am 17. November 2016, nicht gewählt zu haben. Wenn er jedoch gewählt hätte, hätte er Trump seine Stimme gegeben, so West. Am 19. November 2016 unterbrach West sein Konzert in Sacramento, um eine Wutrede zu halten, bei der er unter anderem die unterlegene Präsidentschaftskandidatin Hillary Clinton kritisierte. Diese hätte laut West die Bedeutung von Gefühlen im Wahlkampf unterschätzt; die Bevölkerung im Mittleren Westen der USA hätte ihr nun gezeigt, wie sie gefühlt haben, als sie für ihren Kontrahenten Donald Trump stimmten. West unterstrich seine Aussagen mit dem Wahlkampfslogan Trumps, „Make America Great Again“.
Während der Phase des Präsidentschaftsübergangs empfing Trump den Rapper West am 13. Dezember 2016 im Trump Tower. Das Gespräch der beiden fand unter Ausschluss der Öffentlichkeit statt; zum Abschied umarmten sie sich in der Lobby. West schrieb später in einem Tweet, er hätte sich mit Trump treffen wollen, um „Themen der Multikulturalität“ (multicultural issues) zu besprechen. Trump lobte West als „guten Mann“, mit dem er schon lange befreundet sei und über „das Leben“ diskutiert habe.
Im Februar 2017 löschte West Tweets, in denen er sich für Trump ausgesprochen hatte, nachdem er vom sogenannten Travel Ban erfuhr, der Bürgern aus sieben mehrheitlich muslimischen Ländern die Einreise verbietet. Im April 2018 versicherte er dem Moderator Ebro Darden allerdings wieder, dass er Donald Trump „liebe“. Zudem postete er nach seiner Rückkehr zu Twitter im gleichen Monat Bilder von sich, auf denen er eine der bekannten roten Kappen mit dem Aufdruck „Make America Great Again“ (MAGA) trägt, die Erkennungszeichen von Trump-Unterstützern sind. In weiteren Tweets befürwortete er die Politik Trumps und bezeichnete diesen als seinen Bruder (my brother), was Trump als „sehr cool“ bewertete und retweetete.
Weiterhin bekundete er Gefallen an den Ideen von Candace Owens, einer dem rechten Spektrum zugeordneten afroamerikanischen Aktivistin, die sich für das Erstarken einer schwarzen konservativen Bewegung einsetzt, Präsident Trump unterstützt und sich gegen die Black-Lives-Matter-Bewegung ausspricht. Für Aufsehen und Befremden sorgten auch Äußerungen Wests im Mai 2018 in den Redaktionsräumen des Internetklatschportals TMZ, in denen er die 400 Jahre andauernde Sklaverei in den USA als „Wahl“ der Schwarzen bezeichnete. Ein TMZ-Redakteur machte seinem Ärger Luft und konfrontierte West mit seinen Aussagen. Als West die TMZ-Mitarbeiter fragte, ob sie ähnlich denken wie er, kommentierte Van Lathan: „Ich denke, du denkst überhaupt nicht. Du hast eine große Verantwortung, Bruder. Der Rest von uns muss in der Gesellschaft mit diesen Bedrohungen und der Ausgrenzung leben, die mit 400 Jahren Sklaverei einhergehen, die du als freie Wahl unserer Leute bezeichnest.“ 2022 berichtete Van Lathan davon, wie West nicht nur erklärt habe, dass Sklaverei eine „Wahl“ gewesen sei, in einer nie öffentlich gemachten Stelle während des Interviews habe West im Zuge einiger antisemitischer Aussagen auch seine Liebe für Hitler und die Nazis bekanntgegeben.
Wests wirren Sklaverei-Kommentaren wurden heftig widersprochen und er ruderte zurück, entschuldigte sich und stellte klar, dass er nur auf die andauernde „geistige Versklavung“ der schwarzen Bevölkerung aufmerksam machen wollte.

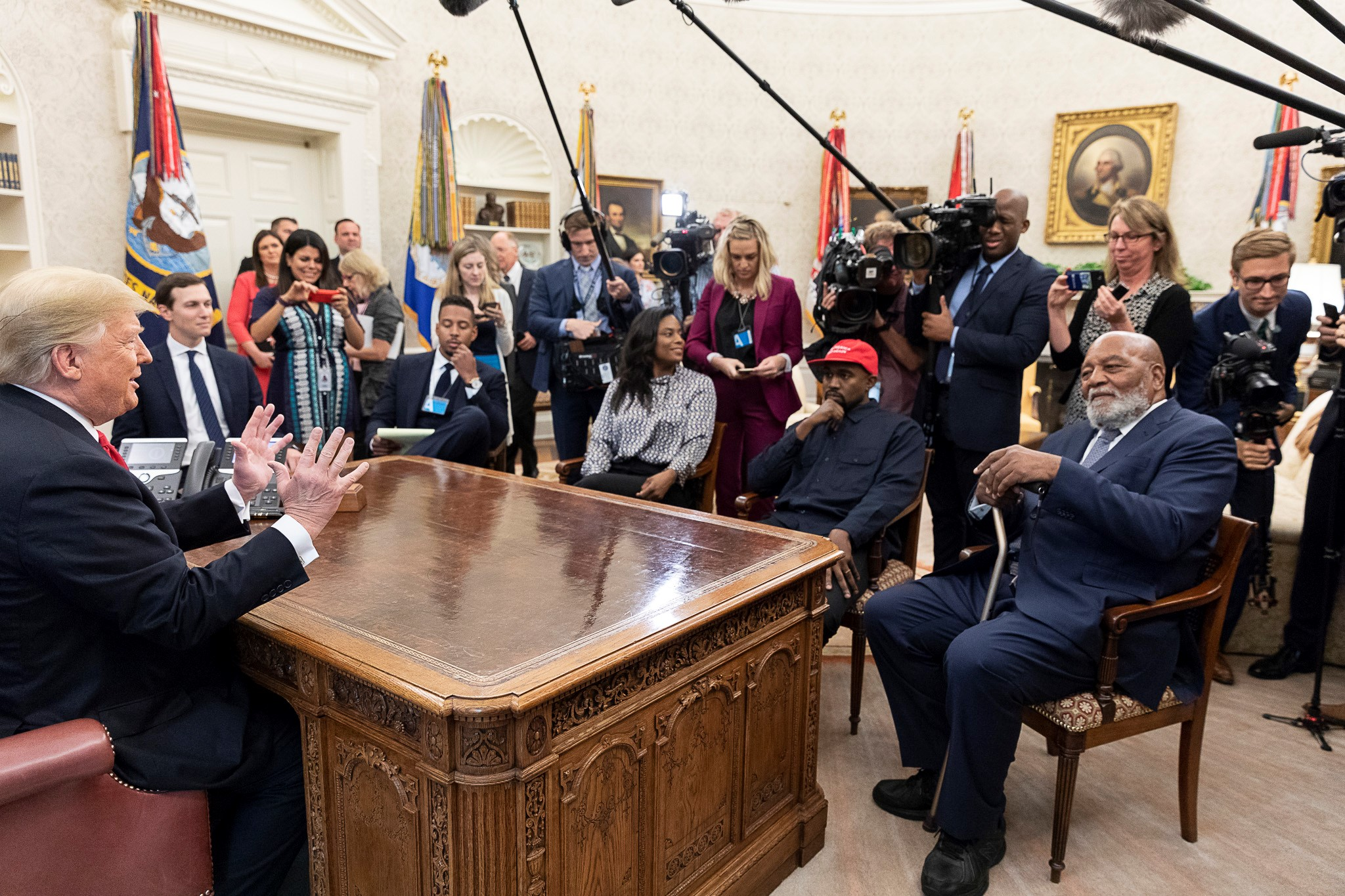
West zu Besuch bei Präsident Trump im Oval Office im Oktober 2018

Am 11. Oktober 2018 besuchte West Präsident Trump im Oval Office des Weißen Hauses, wobei er seine rote MAGA-Kappe trug, mit der er sich nach eigener Aussage wie ein Superheld fühlt. Vor einem gemeinsamen Mittagessen thematisierte West weitgehend in langen Monologen vor der versammelten Presse unter anderem seine kontroverse Unterstützung für Trump, Schusswaffengewalt unter Afroamerikanern, seine Bedenken gegenüber einer als diskriminierend angesehenen Polizeimethode sowie den Konflikt mit Nordkorea und empfahl dem Präsidenten ein futuristisches Wasserstoffflugzeug als Air Force One. Er erklärte zudem, entgegen früherer Verlautbarungen nicht an einer bipolaren Störung zu leiden, sondern lediglich an Schlafentzug. In der Presse wurde das Treffen und insbesondere Wests Verhalten als „bizarr“ oder gar „katastrophal“ gewertet.
West widersprach Ende Oktober 2018 Äußerungen der Alt-Right-Provokateurin Candace Owens, wonach er Merchandise für ihre Blexit-Kampagne designt habe, die darauf abzielt, Afroamerikaner zum Verlassen der Demokratischen Partei zu bewegen. Des Weiteren verkündete West, dass seine Augen nun „weit offen“ seien, er sei „benutzt“ worden, um Botschaften zu verbreiten, die er nicht teile („My eyes are now wide open and now realize I’ve been used to spread messages I don’t believe in“), weswegen er sich von der Politik distanzieren wolle. Am 1. Januar 2019 sprach West allerdings auf Twitter Trump erneut seine Unterstützung aus und kündigte an, bei künftigen Auftritten die rote MAGA-Kappe zu tragen.

#### Präsidentschaftskandidatur
Am 4. Juli 2020 kündigte West seine Kandidatur für die Präsidentschaftswahl in den Vereinigten Staaten 2020 an. Bei jener Wahl erhielt West weniger als 70.000 Stimmen. 2021 fanden investigative Journalisten Belege dafür, dass diese Kandidatur von Politikern der Republikanischen Partei orchestriert wurde, die Trumps Wiederwahl sichern wollten. Im November 2022 traf sich West mit Donald Trump. Dort habe West eigener Aussage nach angeboten, dass Trump nach der nächsten Präsidentschaftswahl Vizepräsident unter West sein könne.

### Antisemitische und rassistische Aussagen sowie Hitler-Lob
Am 3. Oktober 2022 präsentierte sich West auf der Pariser Modewoche während der „Yeezy Season 9“-Modeschau Hand in Hand mit Candace Owens, beide in einem Shirt mit der Aufschrift „White Lives Matter“ – sowohl eine Anspielung auf als eine Verkehrung der Black-Lives-Matter-Bewegung. Auf der Vorderseite der Shirts, die auch einige Models auf dem Laufsteg trugen, war das Gesicht von Papst Johannes Paul II. zu sehen, versehen mit dem Spruch: „Seguiremos Tu Ejemplo“ („Wir werden Deinem Beispiel folgen“). Owens ist eine der bekanntesten Kritikerinnen der Black-Lives-Matter-Bewegung. Nach Kritik veröffentlichte West eine Flut an Instagram-Posts, in denen er Persönlichkeiten aus der Branche angriff, unter anderem Bernard Arnault (LVMH) und Vogue-Redakteurin Gabriella Karefa-Johnson. Der deutsche Sportartikelhersteller Adidas gab am 6. Oktober 2022 bekannt, man „überdenke“ die Beziehung zu Kanye West. Die New York Times bezeichnete die Show als „Granate, die nach hinten losging“; laut The Business of Fashion geben „Wests Provokationen ihm eine Plattform, die er nicht verdient“.
Wenige Tage später geriet West abermals in die Kritik: Nach einer Reihe von antisemitischen Tiraden und dem Posten eines Bildes, das ein mit einem Davidstern verflochtenes Hakenkreuz zeigte, sperrten zunächst Instagram und dann Twitter seine Accounts. Aufgrund der antisemitischen Äußerungen kündigte die Bank JPMorgan Chase das Konto Wests. Das Modeunternehmen Balenciaga beendete am 21. Oktober 2022 die Zusammenarbeit mit West. Nachdem dessen Kritiker versucht hatten, auch seinen langjährigen Geschäftspartner Adidas zur Aufgabe der Geschäftsbeziehungen mit ihm zu bewegen, äußerte sich West öffentlich über die vermeintliche „Macht“ der „jüdischen Medien“ und rühmte sich, antisemitische Dinge sagen zu können, ohne dass Adidas ihn fallen lassen könne. Rechtsextreme Gruppen in den USA bezogen sich positiv auf seine Aussagen über Juden. Bis zum 24. Oktober 2022 bezog der Sportartikelhersteller, der laut Handelsblatt mit West zeitweise bis zu einer Milliarde Dollar Umsatz im Jahr machte, zu den antisemitischen Äußerungen seines Geschäftspartners trotz einer Anfrage der Jüdischen Allgemeinen keine Stellung. Am 25. Oktober 2022 kündigte Adidas die Zusammenarbeit mit West mit sofortiger Wirkung wegen seiner Äußerungen, die „inakzeptabel, hasserfüllt und gefährlich“ seien.
In einem Interview Anfang Dezember 2022 mit Alex Jones für das rechtsradikale Onlineportal InfoWars erklärte West, er möge Hitler (I like Hitler), der die Autobahn und das Mikrofon erfunden habe, das er als Musiker benutze (but this guy that invented highways, invented the very microphone that I use as a musician). Ebenfalls anwesend war auch der bekannte Holocaustleugner und Alt-Right-Vlogger Nick Fuentes. Mit ihm hatte West in der Woche zuvor bei Ex-Präsident Donald Trump zu Abend gegessen. Kurz darauf wiederholte West etliche antisemitische Stereotype in einem Gespräch mit dem Proud-Boys-Gründer Gavin McInnes.
Das Simon Wiesenthal Center platzierte West auf seiner Liste der „zehn schlimmsten antisemitischen Verunglimpfungen“ des Jahres 2022 auf dem ersten Rang. Laut der Organisation trägt der Rapper dazu bei, dass Judenhass in sozialen Medien Teil des Mainstreams geworden sei. West habe weiterhin seinen Einfluss dort dazu genutzt, um Hass, Fanatismus und Ignoranz als „Waffe“ zu gebrauchen.
Ende Dezember 2023 veröffentlichte der Rapper auf Instagram einen auf Hebräisch verfassten Post, in dem er sich für seine getätigten Aussagen und begangenen Handlungen entschuldigte und versprach, sich in Zukunft sensibler und verständnisvoller zu verhalten. Die Entschuldigung stieß auf unterschiedliche Reaktionen. Während die Anti-Defamation League in ihr einen ersten Schritt von Reue sah, zweifelten mehrere Rabbiner ihre Glaubwürdigkeit öffentlich an.
Laut einem Bericht der Anti-Defamation League vom Februar 2023 standen die antisemitischen Tweets und Aussagen Wests im Herbst 2022 in direktem Zusammenhang mit mindestens 30 judenfeindlichen Angriffen in den USA. Zu den registrierten Ereignissen zählten Fälle von Vandalismus, gezielter Belästigung und die Verbreitung von Propaganda an Universitäten.
Im Februar 2025 erregte West erneut Aufsehen, als er über mehrere Tage hinweg zahlreiche rassistische, antisemitische, frauenfeindliche und verschwörungstheoretische Äußerungen auf der Plattform X veröffentlichte. Unter anderem widerrief er seine Entschuldigung von 2023 und erklärte, er sei „ein Nazi“ (im a nazi) und liebe Hitler. Anschließend beschuldigte er Elon Musk, bei der Amtseinführung von Donald Trump durch einen vermeintlichen Hitlergruß seinen „Nazi-Swag gestohlen“ zu haben, und behauptete in Bezug auf Verschwörungstheorien zu den Anschlägen am 11. September 2001, Juden seien die „wahren Terroristen“ ([...] no jews showed up to work that day so who are the real terrorist[s]). Außerdem bezeichnete er Männer als „die wahren Missbrauchsopfer“ (men are the real abuse victims), behauptete, Frauen müssten „manchmal geschlagen werden“ (bitches deserve to get slapped sometimes), und forderte die Freilassung von Sean Combs. 2025 verkaufte er im Anschluss an diese Kontroverse T-Shirts mit Aufdruck eines Hakenkreuzes über seine Marke Yeezy. Das Produkt trägt den Namen HH-01, was als Abkürzung für Heil Hitler interpretiert werden kann. Am 10. Februar wurde das Benutzerkonto auf der Plattform X nach einer Abschiedsnachricht deaktiviert, wobei unklar ist, ob die Plattform oder West selbst dafür verantwortlich ist.
Am 8. Mai 2025, an dem sich das Kriegsende in Europa zum 80. Mal jährte, veröffentlichte Kanye West ein Musikvideo zu seinem neuen Lied „Heil Hitler“. In dem Video sind Männer mit nacktem Oberkörper in Tierbekleidung zu sehen und West berichtet über die Folgen seiner kontroversen Äußerungen in der Vergangenheit. So habe man ihm seine Kinder weggenommen und ihm seien seine Bankkonten gekündigt worden. Große Medienplattformen löschten das Video, es kursiert jedoch weiterhin im Internet. Anfang Juli erklärte Australiens Innenminister Tony Burke, dass man nach Veröffentlichung des Titels das Besuchervisum für West annulliert habe. West hatte ein Visum, das lediglich für private Besuche bestimmt war, nicht jedoch für öffentliche Auftritte als Künstler. Bereits 2023, ein Jahr nach der Hochzeit mit seiner in Melbourne lebenden Frau, war es zu Spekulationen gekommen, ob West in Australien einreisen dürfe.

### Verhalten bei Preisverleihungen
Wests Verhalten fiel bei mehreren Musikpreisverleihungen negativ auf. Die American Music Awards 2004 verließ er vorzeitig, nachdem ihn Gretchen Wilson in der Kategorie Favorite Breakthrough Artist geschlagen hatte. Bei den MTV Europe Music Awards 2006 unterbrach West die Dankesrede der Band Justice für die Auszeichnung Best Video, die seinem Beitrag Touch the Sky vorenthalten geblieben war. Er behauptete lautstark, die Veranstaltung werde mit dieser Entscheidung an Glaubhaftigkeit verlieren. Der Vorfall wurde am nächsten Tag in vielen Nachrichtensendungen aufgegriffen und teilweise heftig kritisiert. West entschuldigte sich später und persiflierte den Auftritt sogar in der Show Saturday Night Live. Im darauffolgenden Jahr sollte er mit dem Stück Stronger die MTV Video Music Awards 2007 eröffnen, wurde schließlich aber zugunsten von Britney Spears auf eine Nebenbühne versetzt. West bewertete dies als Rassismus: “Maybe my skin’s not right” (deutsch: „Vielleicht ist meine Haut[-farbe] nicht die richtige.“). Da er bei fünf Nominierungen zudem keine Auszeichnung erhalten hatte, boykottierte er bis zu den folgenden VMAs alle MTV-Preisverleihungen.
Bei den MTV Video Music Awards 2009 unterbrach Kanye West erneut eine Dankesrede. Während die Sängerin Taylor Swift für das Best Female Video ausgezeichnet wurde, betrat West die Bühne, nahm Swift das Mikrofon aus der Hand und verkündete lautstark, die ebenfalls nominierte Beyoncé habe „eines der besten Videos aller Zeiten abgeliefert.“ Swift verließ daraufhin weinend die Bühne. Später wurde sie von Knowles zurückgeholt, um ihre unterbrochene Dankesrede zu halten. Der Rapper wurde daraufhin ausgebuht und in den folgenden Tagen von anwesenden Musikern sowie hochrangigen Persönlichkeiten wie Jimmy Carter, Donald Trump und Barack Obama deutlich kritisiert – von Letzterem mit den Worten: “He is a jackass” (deutsch: „Er ist ein Idiot“). West entschuldigte sich nach dem Auftritt mehrfach öffentlich, unter anderem in der Jay Leno Show, und zog sich vorübergehend aus der Öffentlichkeit zurück. 2016 kommentierte West seine Beziehung zu Taylor Swift im Song Famous folgendermaßen: “I feel like me and Taylor might have sex. Why? I made that bitch famous.” (deutsch: „Ich fühle, dass ich und Taylor Sex haben könnten. Warum? Ich habe die Schlampe berühmt gemacht.“). Swift reagierte öffentlichkeitswirksam auf das Lied, indem sie bei der folgenden Grammy-Verleihung in einer Dankesrede „all [die] jungen Frauen da draußen“ adressierte und sie warnte, dass es „Leute auf [ihrem] Weg geben [werde], die versuchen würden, [ihren] Erfolg zu untergraben oder [ihre] Errungenschaft und Berühmtheit für sich zu beanspruchen“. Sie hätte nie zugestimmt, dass West sie als „Schlampe“ bezeichnete, und ihn davor gewarnt, einen derart frauenfeindlichen Song zu veröffentlichen. Wests Ehefrau Kim Kardashian veröffentlichte daraufhin einen heimlich aufgenommenen Mitschnitt eines Telefongesprächs zwischen West und Swift, worin letztere ihn zu der Zeile ermutigte, in der das lyrische Ich Sexfantasien mit Swift äußert. Swift bezeichnete die Veröffentlichung des Mitschnitts als Rufmord, sie habe niemals der Zeile des Lieds zugestimmt, in der West sie als „Schlampe“ tituliert.
Bei den Grammy Awards 2015 kam es wieder zu einem Zwischenfall, als West andeutete, die Bühne zu stürmen, nachdem der Musiker Beck den Preis für das Album des Jahres erhalten hatte. Abseits der Bühne reklamierte West im Anschluss den Preis erneut für die ebenfalls nominierte Beyoncé und kritisierte die Grammy Awards dafür, keinen Respekt für Kunst und Inspiration zu haben. West hatte die Veranstaltung zuvor sechs Jahre lang boykottiert.

### Vorwürfe wegen sexuellen Missbrauchs
Im Oktober 2024 wurde bekannt, dass eine ehemalige Assistentin in Kalifornien Anzeige gegen West wegen sexuellen Missbrauchs erstattet habe. Diese wirft dem Musiker vor, sie unter Drogen gesetzt, so gefügig gemacht und sexuell missbraucht zu haben. Er habe sie mehrfach ohne ihr Einverständnis berührt, begrapscht, gestreichelt und sich ihr aufgezwungen.
Bereits im Juni desselben Jahres erstattete sie Anzeige gegen den Rapper wegen sexueller Belästigung sowie einer ungerechten Kündigung und Vertragsbruchs. In ihrer Anzeige sagte die frühere Mitarbeiterin aus, dass West bereits während einer Arbeitsreise im Juli des Jahres 2021 versucht habe, sich Zutritt in ihr Hotelzimmer zu verschaffen. Einen anderen Fall soll es während einer Studiosession in Sean Combs’ Aufnahmestudio gegeben haben.

## Diskografie
Studioalben

| Jahr | Titel Musiklabel                                            | Höchstplatzierung, Gesamtwochen, AuszeichnungChartplatzierungen (Jahr, Titel, Musiklabel, Platzierungen, Wochen, Auszeichnungen, Anmerkungen) | Höchstplatzierung, Gesamtwochen, AuszeichnungChartplatzierungen (Jahr, Titel, Musiklabel, Platzierungen, Wochen, Auszeichnungen, Anmerkungen) | Höchstplatzierung, Gesamtwochen, AuszeichnungChartplatzierungen (Jahr, Titel, Musiklabel, Platzierungen, Wochen, Auszeichnungen, Anmerkungen) | Höchstplatzierung, Gesamtwochen, AuszeichnungChartplatzierungen (Jahr, Titel, Musiklabel, Platzierungen, Wochen, Auszeichnungen, Anmerkungen) | Höchstplatzierung, Gesamtwochen, AuszeichnungChartplatzierungen (Jahr, Titel, Musiklabel, Platzierungen, Wochen, Auszeichnungen, Anmerkungen) | Höchstplatzierung, Gesamtwochen, AuszeichnungChartplatzierungen (Jahr, Titel, Musiklabel, Platzierungen, Wochen, Auszeichnungen, Anmerkungen) | Anmerkungen                                                                                    |
| Jahr | Titel Musiklabel                                            | DE | AT | CH | UK | US | R&B | Anmerkungen                                                                                    |
| ---- | ----------------------------------------------------------- | --- | --- | --- | --- | --- | --- | ---------------------------------------------------------------------------------------------- |
| 2004 | The College Dropout Roc-a-Fella Records (UMG)               | DE77 (5 Wo.)DE | — | CH96 (1 Wo.)CH | UK12 ×3Dreifachplatin · (60 Wo.)UK | US2 ×4Vierfachplatin · (157 Wo.)US | R&B1 (107 Wo.)R&B | Erstveröffentlichung: 10. Februar 2004 Verkäufe: + 8.000.000                                   |
| 2005 | Late Registration Roc-a-Fella Records (UMG)                 | DE14 (8 Wo.)DE | AT53 (3 Wo.)AT | CH9 (7 Wo.)CH | UK2 ×3Dreifachplatin · (49 Wo.)UK | US1 ×5Fünffachplatin · (48 Wo.)US | R&B1 (55 Wo.)R&B | Erstveröffentlichung: 29. August 2005 Verkäufe: + 8.000.000                                    |
| 2007 | Graduation Roc-a-Fella Records (UMG)                        | DE10 Gold · (… Wo.)DE | AT26 (70 Wo.)AT | CH3 Gold · (17 Wo.)CH | UK1 ×3Dreifachplatin · (62 Wo.)UK | US1 ×7Siebenfachplatin · (… Wo.)US | R&B1 (… Wo.)R&B | Erstveröffentlichung: 10. September 2007 Verkäufe: + 8.657.500                                 |
| 2008 | 808s & Heartbreak Roc-a-Fella Records (UMG)                 | DE30 (14 Wo.)DE | AT50 (2 Wo.)AT | CH13 (14 Wo.)CH | UK11 Platin · (29 Wo.)UK | US1 ×3Dreifachplatin · (39 Wo.)US | R&B1 (73 Wo.)R&B | Erstveröffentlichung: 21. November 2008 Verkäufe: + 4.150.000                                  |
| 2010 | My Beautiful Dark Twisted Fantasy Roc-a-Fella Records (UMG) | DE19 Gold · (10 Wo.)DE | — | CH10 (16 Wo.)CH | UK16 Platin · (15 Wo.)UK | US1 ×3Dreifachplatin · (… Wo.)US | R&B1 (… Wo.)R&B | Erstveröffentlichung: 19. November 2010 Verkäufe: + 3.730.000                                  |
| 2013 | Yeezus Def Jam Recordings (UMG)                             | DE15 (5 Wo.)DE | AT22 (3 Wo.)AT | CH6 (5 Wo.)CH | UK1 Gold · (17 Wo.)UK | US1 ×2Doppelplatin · (36 Wo.)US | R&B1 (66 Wo.)R&B | Erstveröffentlichung: 17. Juni 2013 Verkäufe: + 2.185.000                                      |
| 2016 | The Life of Pablo Def Jam Recordings (UMG)                  | — | — | — | UK30 Platin · (48 Wo.)UK | US1 ×3Dreifachplatin · (204 Wo.)US | R&B2 (38 Wo.)R&B | Erstveröffentlichung: 14. Februar 2016 Verkäufe: + 3.687.500; nur für Streaming veröffentlicht |
| 2018 | Ye Def Jam Recordings (UMG)                                 | DE25 (3 Wo.)DE | AT12 (3 Wo.)AT | CH7 (3 Wo.)CH | UK2 Gold · (11 Wo.)UK | US1 Platin · (23 Wo.)US | R&B1 (18 Wo.)R&B | Erstveröffentlichung: 1. Juni 2018 Verkäufe: + 1.170.000                                       |
| 2019 | Jesus Is King Def Jam Recordings (UMG)                      | DE19 (3 Wo.)DE | AT9 (3 Wo.)AT | CH8 (4 Wo.)CH | UK2 Silber · (5 Wo.)UK | US1 Gold · (16 Wo.)US | R&B1 (11 Wo.)R&B | Erstveröffentlichung: 25. Oktober 2019 Verkäufe: + 577.500                                     |
| 2021 | Donda Def Jam Recordings (UMG)                              | DE4 (9 Wo.)DE | AT1 (9 Wo.)AT | CH2 (14 Wo.)CH | UK1 Gold · (22 Wo.)UK | US1 Platin · (62 Wo.)US | R&B1 (46 Wo.)R&B | Erstveröffentlichung: 29. August 2021 Verkäufe: + 1.310.000                                    |
| 2025 | Donda 2 Selbstverlag                                        | — | — | CH72 (1 Wo.)CH | — | — | — | Erstveröffentlichung: 29. April 2025                                                           |

## Tourneen
- Touch The Sky Tour (2005)
- Glow in the Dark Tour (2008)
- Watch the Throne Tour – (mit Jay-Z) (2011–2012)
- The Yeezus Tour (2013–2014)
- Saint Pablo Tour (2016)

## Filmografie (Auswahl)

### Filme
- 2004: Fade to Black
- 2005: Block Party
- 2005: State Property 2
- 2008: Der Love Guru (The Love Guru)
- 2009: We Were Once a Fairytale
- 2010: Runaway
- 2012: Cruel Summer
- 2013: Anchorman – Die Legende kehrt zurück (Anchorman 2: The Legend Continues)

### Fernsehen
- 2007: Entourage
- 2010–2012: The Cleveland Show
- seit 2012: Keeping Up with the Kardashians
- 2015: I Am Cait

## Bibliografie
- Kanye West, J. Sakiya Sandifer: Thank You and You’re Welcome. Super Good LLC, 2008, ISBN 978-0-9789679-1-8 (englisch, handelt von Wests Lebensphilosophie).
- Kanye West, Nabil Elderkin (Fotografien): Glow in the Dark. Rizzoli, 2009, ISBN 978-0-8478-3240-8 (englisch, handelt von Wests gleichnamiger Tournee, enthält eine CD mit Instrumentalstücken der Tour und einem Interview mit Spike Jonze).
- Kanye West, Bill Plympton (Illustrationen): Through the Wire. Atria, 2009, ISBN 978-1-4165-3775-5 (englisch, handelt von Wests Raptexten).
- Kanye West, Jackie Nickerson (Fotografien): YEEZY Season 3-4 Zine. Steidl Verlag, 2017, ISBN 978-3-95829-330-4 (englisch).
- Kanye West, Jackie Nickerson (Fotografien): YEEZY Season 6 Zine. Steidl Verlag, 2018, ISBN 978-3-95829-406-6 (englisch).

## Auszeichnungen (Auswahl)
American Music Awards

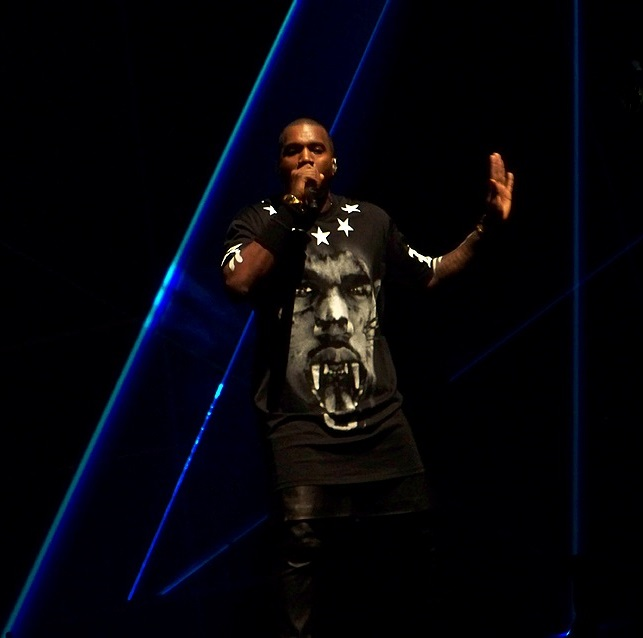
West bei der Watch the Throne Tour (2012)

- 2008: Favorite Rap/Hip-Hop Male Artist
- 2008: Best Hip-Hop Album für Graduation

BET Awards
- 2005: Best New Artist
- 2005: Best Male Hip-Hop Artist
- 2005: Video of the Year für Jesus Walks
- 2006: Best Collaboration für Gold Digger
- 2006: Video of the Year für Gold Digger
- 2008: Best Male Hip-Hop Artist
- 2008: Best Collaboration für Good Life
- 2011: Best Male Hip-Hop Artist

BRIT Awards
- 2006: International Male Solo Artist
- 2008: International Male Solo Artist
- 2009: International Male Solo Artist

Grammy Awards
- 2005: Best Rap Album für The College Dropout
- 2005: Best Rap Song für Jesus Walks
- 2005: Best R&B Song für You Don’t Know My Name von Alicia Keys
- 2006: Best Rap Solo Performance für Gold Digger
- 2006: Best Rap Song für Diamonds from Sierra Leone
- 2006: Best Rap Solo Performance für Stronger
- 2008: Best Rap Solo Performance für Stronger
- 2008: Best Rap Performance By A Duo Or Group für Southside von Common
- 2008: Best Rap Song für Good Life
- 2008: Best Rap Album für Graduation
- 2009: Best Rap/Sung Collaboration für American Boy von Estelle
- 2009: Best Rap Performance By A Duo Or Group für Swagga Like Us von T.I.
- 2010: Best Rap/Sung Collaboration für Run This Town von Jay-Z
- 2010: Best Rap Song für Run This Town von Jay-Z
- 2012: Best Album für My Beautiful Dark Twisted Fantasy
- 2012: Best Rap/Sung Collaboration für All of the Lights
- 2012: Best Rap Song für All of the Lights
- 2012: Best Rap Performance für Otis mit Jay-Z
- 2013: Best Rap Performance für Niggas in Paris mit Jay-Z
- 2013: Best Rap/Sung Collaboration für No Church in the Wild mit Jay-Z
- 2013: Best Rap Song für Niggas in Paris mit Jay-Z
- 2021: Best Contemporary Christian Music Album für Jesus Is King

MTV Europe Music Awards
- 2006: Best Hip-Hop Act
- 2008: Ultimate Urban

MTV Video Music Awards
- 2005: Best Male Video für Jesus Walks
- 2008: Best Special Effects in a Video für Good Life
- 2011: Best Collaboration für E.T. von Katy Perry
- 2011: Best Special Effects in a Video für E.T. von Katy Perry
- 2015: Video Vanguard Award

Soul Train Music Awards
- 2006: Best R&B/Soul or Rap Music Video für Gold Digger

World Music Awards
- 2004: World’s Best New Male Artist
- 2006: World’s Best Selling Hip-Hop/Rap Artist

Am 11. Mai 2015 wurde West die Ehrendoktorwürde der School of the Art Institute of Chicago für seine Beiträge zur Musik, Mode und Popkultur verliehen. Diese wurde ihm im Jahr 2022 jedoch wieder aberkannt.